# Паула Модерзон-Беккер
Паула Модерзон-Беккер (8 лютого 1876 — 20 листопада 1907) — німецька художниця-експресіоніст кінця 19 — початку 20 століття. Вона відома багатьма автопортретами, створеними художницею, включно з оголеними автопортретами. Її вважають одним із найважливіших представників раннього експресіонізму, створивши понад 700 картин і понад 1000 малюнків протягом свого активного живописного життя. Вона визнана першою відомою жінкою-художницею, яка написала автопортрети в голому вигляді, і першою жінкою, у якої є музей, присвячений виключно її мистецтву (Музей Паули Модерзон-Беккер, заснований у 1927 році). Крім того, вона вважається першою жінкою-художницею, яка зобразила себе одночасно вагітною, оголеною та вагітною.
Її кар'єра була перервана, коли вона померла від післяпологової емболії легеневої артерії у віці 31 року.

## Біографія

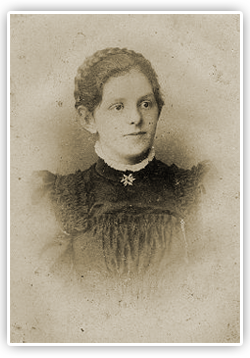
Паула Беккер (1892) Колекція Будинку Паули Беккер, Бремен

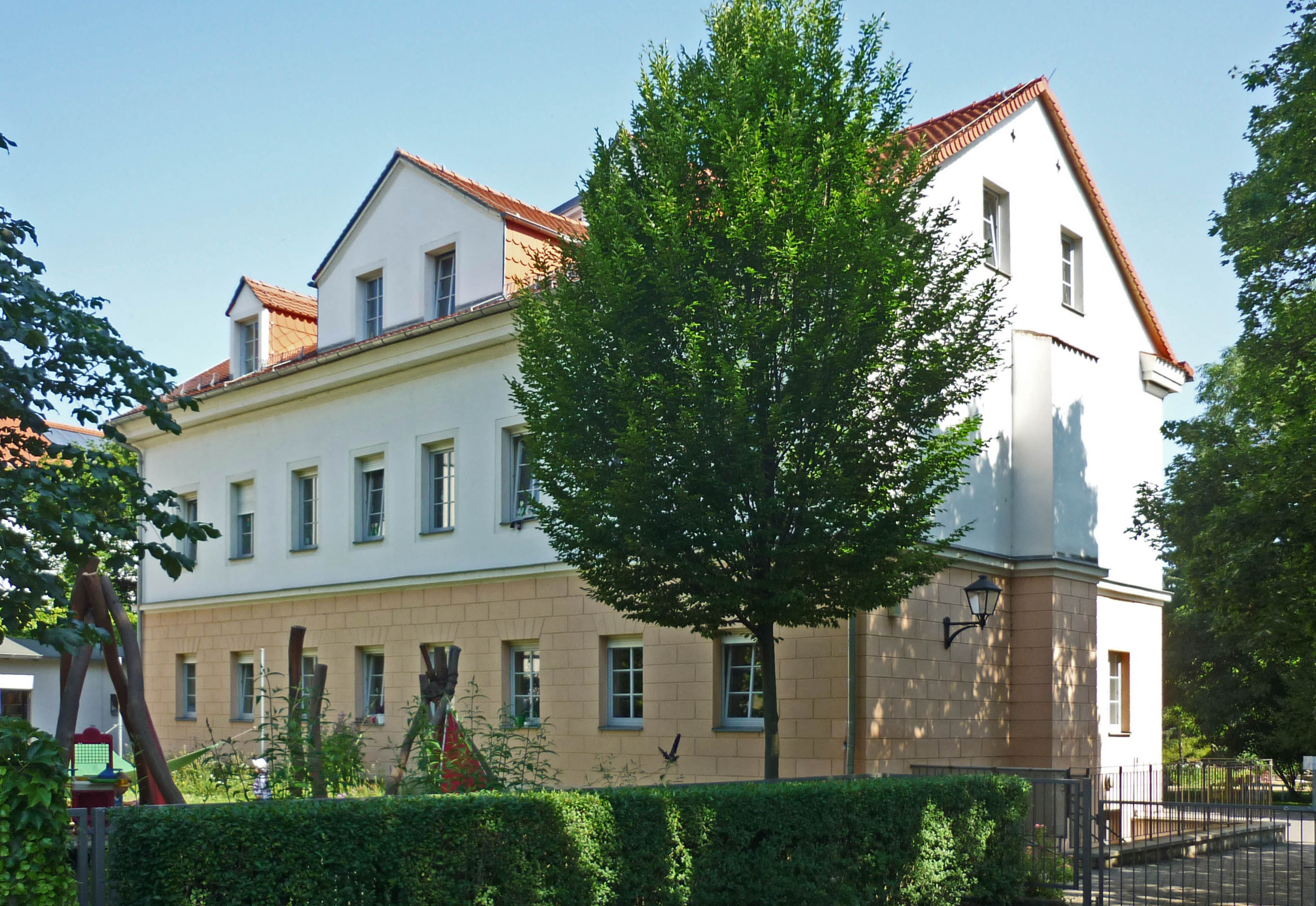
Дрезден-Фрідріхштадт: після народження Паули родина Беккерів переїхала в будинок на «Friedrichstraße 29» (сьогодні «Friedrichstraße 46»)

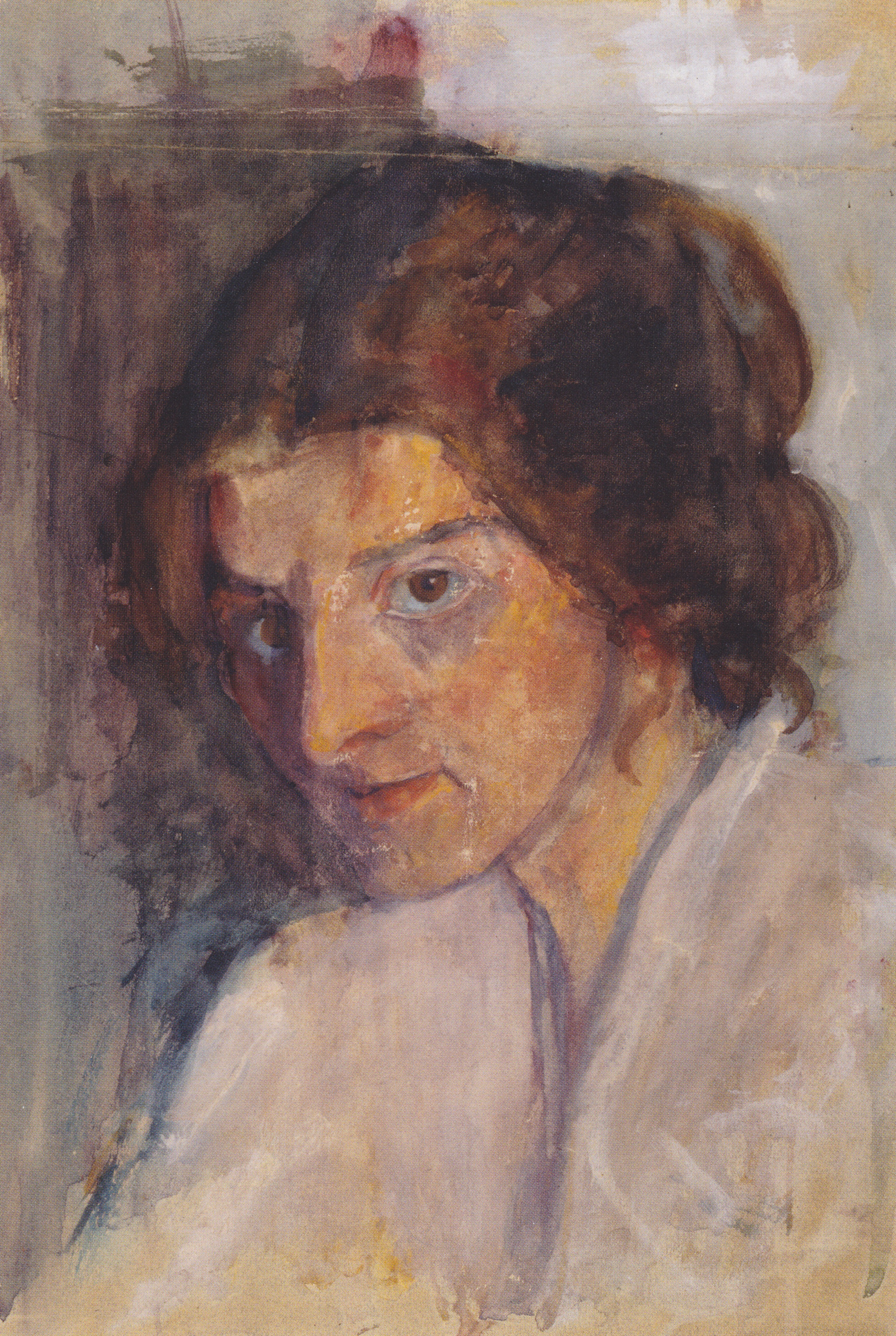
Паула Модерзон-Беккер, Автопортрет (1897) гуаш, [https://www.museen-boettcherstrasse.de/museen/paula-modersohn-becker-museum/ Музей PM-B

### Раннє життя

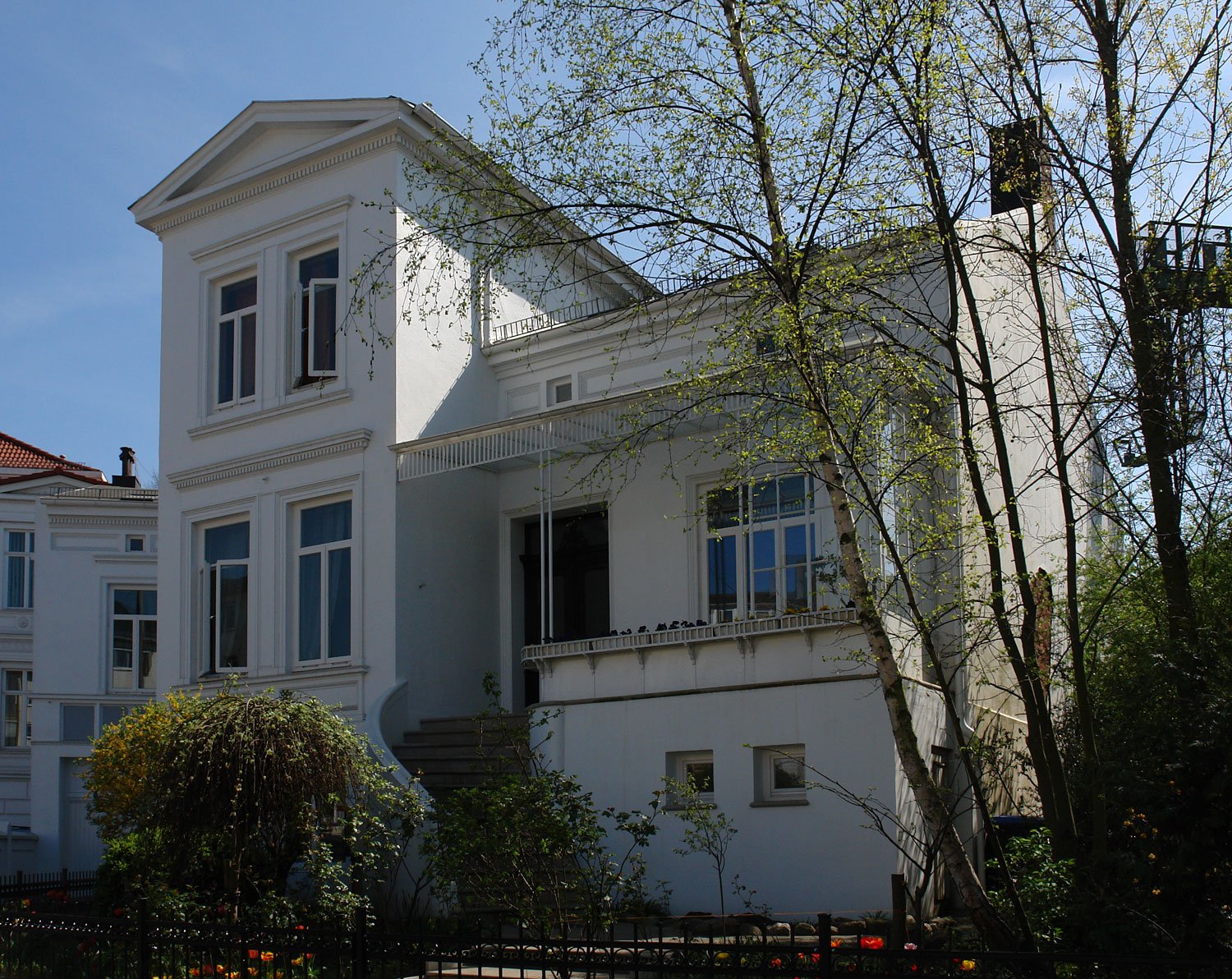
Schwachhauser Heerstr. 23, Бремен. Будинок родини Беккерів і резиденція Паули Беккер (1888—1899). Будинок Паули Беккер.

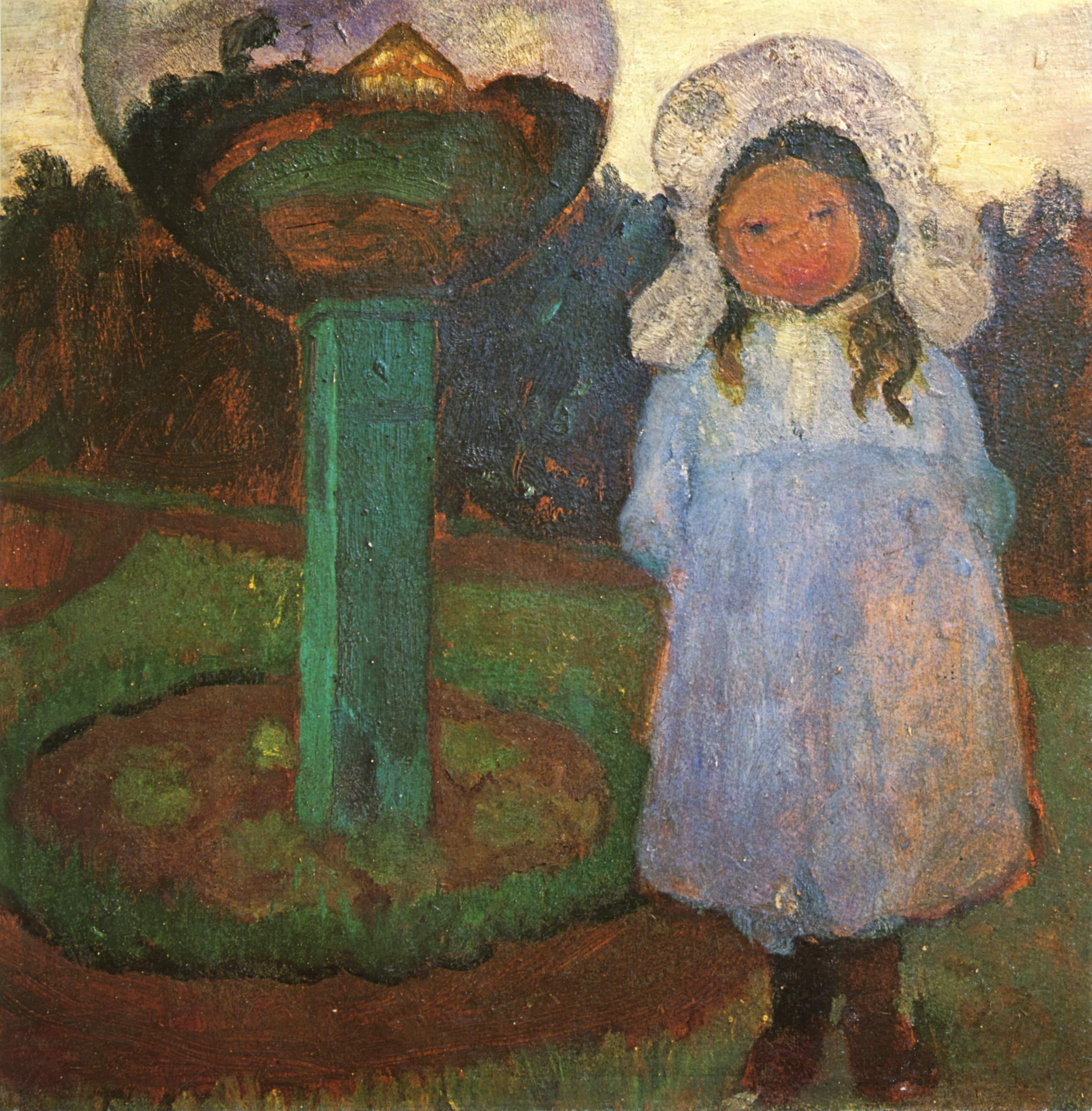
Паула Модерзон-Беккер, Дівчина в саду біля скляної кулі (1901-2)

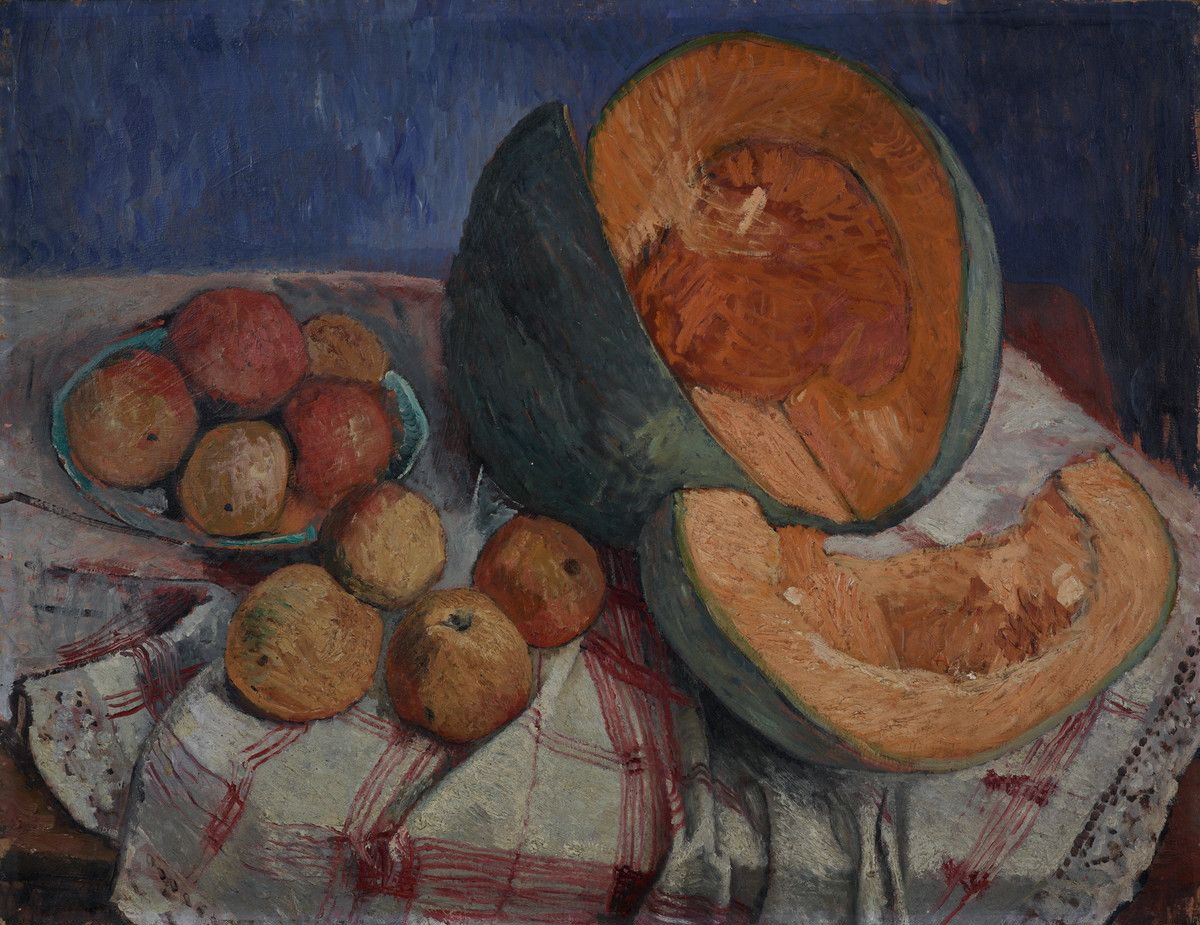
Паула Модерзон-Беккер, Натюрморт з динею (1905), Музей Лугвіг, Кельн, Німеччина

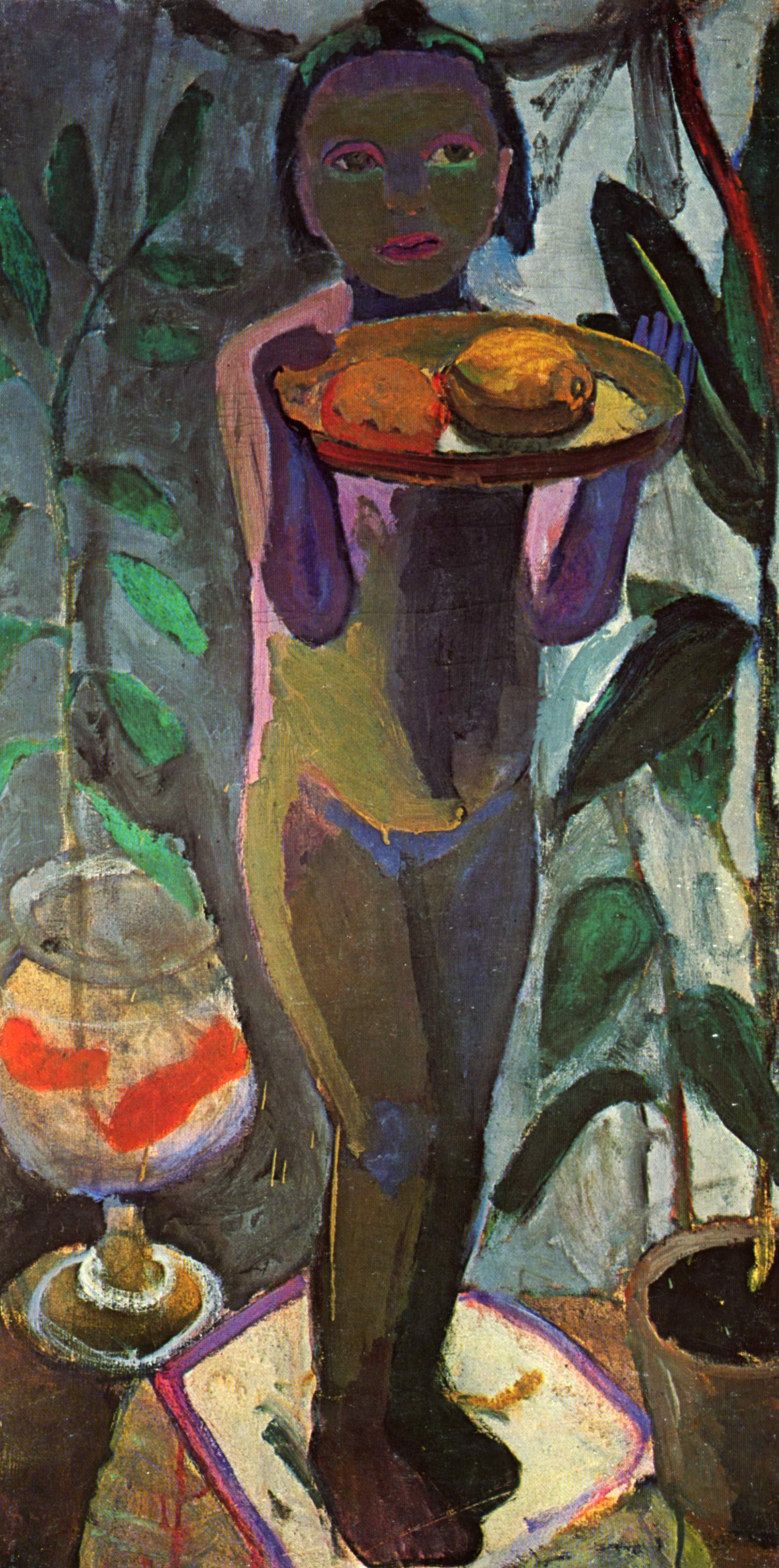
Паула Модерзон-Беккер, Дитина із золотою рибкою (1907)

Беккер народилася і виросла у Дрезден-Фрідріхштадті. Вона була третьою з семи дітей у своїй сім'ї. Її батько, Карл Вольдемар Беккер (1841—1901), уродженець Одеси, син професора французької мови російського університету, працював інженером на німецькій залізниці. Її мати, Матильда (1852—1926), походила з аристократичної родини фон Бюльцінгслевен, і її батьки забезпечили своїм дітям культурне та інтелектуальне домашнє середовище.
Незважаючи на ці переваги сім'ї, Беккери опинилися в соціально обмежених умовах. У 1861 році Оскар Беккер, брат Карла, під час невдалої спроби вбивства вистрелив у шию королю Пруссії Вільгельму. Король не був серйозно поранений, і Оскар був помилуваний п'ять років за цей злочин (за умови, що він назавжди покине країну), але обмеження можливостей для сім'ї Карла Беккера зберігалися.
У 1888 році родина переїхала з Дрездена до Бремена, де Карл Беккер отримав посаду в будівельній раді Прусської залізничної адміністрації. Сім'я спілкувалася з місцевими художніми та інтелектуальними колами Тягарі, і Паула почала вчитися малювати. Влітку 1892 року батьки відправили її до родичів в Англії вивчати англійську. Проживаючи в тітки по материнській лінії в Лондоні, Беккер отримала перші настанови з малювання в художній школі Сент-Джонс Вуд.
Повернувшись у Бремен, вона навчалася в учительській семінарії з 1893 по 1895 рік, як того бажав її батько (дві сестри також відвідували цю програму). Одночасно вона отримувала приватні уроки живопису у місцевого німецького художника Бернгарда Виґандта.
Вона працювала художницею з ~1893 року, у віці 16 років, і їй дозволили відкрити свою першу студію в прибудові до батьківського дому в Бремені (пізніше Будинок Паули Беккер, зберігши ранню студію Беккер). До цього періоду відноситься серія портретів її братів і сестер, а також перший автопортрет (1893). Вона закінчила курси свого вчителя «з відзнакою», але було ясно, що вона не мала наміру продовжувати кар'єру в цій професії.
Навесні 1896 року Паула змогла поїхати до Берліна, щоб узяти участь у шеститижневих курси малювання, організованих Берлінської асоціацією художників (Verein der Berliner Künstlerinnen), і знову залишитися з членами сім'ї своєї матері під час проходження курсу. Після закінчення університету вона залишилася в Берліні і в лютому 1897 року була прийнята на перший курс живопису в Жіночій академії. Паула також використовувала свій час у Берліні, щоб відвідати його художні музеї, вивчаючи роботи німецьких і італійських художників. Зустріч із важливою прихильницею німецького фемінізму, Наталі фон Мільде, справила глибоке враження, хоча швидке втручання її родини обірвало цей зв'язок.
Після цих років навчання Беккер повернулася в Бремен. Вона переконала свою сім'ю дозволити їй пройти подальший курс навчання в сусідній артілі художників у місті на півночі Німеччини Ворпсведе.

### Ворпсведе
Беккер познайомилася з артіллю Ворпсведе ще в 1895 році, коли Фріц Макензен, Отто Модерзон, Фріц Овербек і Генріх Фоґелер представили свої картини в Художньому музеї Бремена, Kunsthalle Bremen. Артіль почалася, коли Макензен і Генріх Фоґелер відійшли в сільську місцевість, частково на знак протесту проти домінування стилю академії мистецтв і життя у великому місті, а також щоб заощадити на витратах.
У 1898 році, як учень Макензена, Беккер приєдналася до групи Ворпсведе. Вона створювала «сентиментальні» пейзажі та сцени селянського життя, малюючи в манері Ворпсведе місцевих фермерів і північнонімецький пейзаж. У цей час вона почала тісно дружити зі скульптором Кларою Вестгофф (1875—1954), художницею Оттілі Рейландер (1882—1965) і поетом Райнером Марією Рільке (1875—1926). Однак швидко стало очевидно, що Ворпсведе не підходить для художнього стилю Беккер, яка швидко розвивалася. У своєму щоденнику Беккер написала: «те, як Макензен зображує людей, недостатньо широке, занадто жанрове для мене».
Дві картини, які вона виставляла у Бременському Кунстхалле в грудні 1899 року, були піддані різкій критиці та були вилучені під час виставки, піддавшись «істеричній» атаці мистецтвознавця Артура Фітгера (пізніше вважалося, що він був більше обурений включенням художниць до виставки, ніж будь-чим конкретним, зображеним на справжніх творах мистецтва). У той час як спільнота у Ворпсведе залишалося вкоріненим у романтизованих традиціях пейзажу, її власні художні інтереси помітно зміщувалися в бік Парижа і змушували її почувати себе все більш відчуженим.

### Париж
Париж на рубежі 20 століття був визнаним епіцентром художніх досліджень, і багато художників того часу відчули його потяг. Вестгофф, близька подруга Беккер, залишила Бремен на початку 1899 року, щоб вчитися в Парижі з Огюстом Роденом (Рільке поїхав із нею, який деякий час був секретарем Родена). У грудні того ж року Беккер, отримавши невеликий спадок, пішла туди за своєю подругою, і в 1900 році вона почала вивчати анатомію в Академії Колароссі в Латинському кварталі. Вона також відвідувала музеї, виставки та галереї сама або з Вестгофф, щоб познайомитися з сучасними французькими художниками. Особливе враження на неї справили картини Поля Сезанна та Ле Набі, які на прикладі Поля Гогена підкреслювали важливість кольорових зон у картинах. «У своєму живописі вона слідувала натхнення сучасних художників, з якими зіткнулася в Парижі, все більше відходячи від традиційної живопису, яку створювали її колеги з Ворпсведе». Вони надихнули її на використання спрощених форм і символічного, а не натуралістичного кольору.
У квітні 1900 року в Парижі відкрилася велика виставка до сторіччя Всесвітньої виставки. Отто Модерзон, художник із Ворпсведе, який періодично проживав в артілі з 1897 року, приїхав у місто із спільними друзями, щоб бути присутнім. Його хвора дружина Хелен залишилася у Ворпсведе і померла під час короткого перебування Модерзона в Парижі. Модерсон поспішив повернутися в Німеччину. Незабаром після цього Беккер сама повернулася у Ворпсведе. Батькам Беккер було ясно, що між ними зав'язалися особисті відносини, але їх несхвалення не мало великого значення.

### Шлюб з Отто Модерзоном

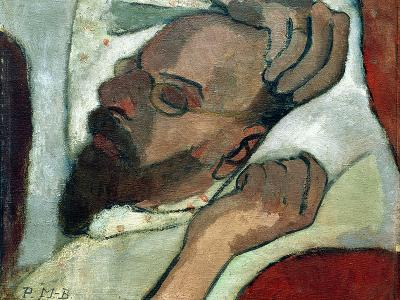
Паула Модерсон-Беккер, Отто Модерзон сплячий (1906)

У травні 1901 року Беккер і Модерзон одружилися. Модерзон був старший за Беккер на 11 років і мав малолітню доньку Елізабет. У наступні два роки Беккер намагалася поєднати свої обов'язки дружини, домогосподарки та мачухи зі своїми мистецькими амбіціями. Вона створила невелику студію на сусідній фермі, куди ходила малювати по кілька годин на день. Була створена серія дитячих картин, серед яких «Дівчинка в саду біля скляної кулі» (1901–2), «Портрет дівчинки» (1901), «Голова дівчинки» (1902). Вона працювала в такому непростому балансі протягом двох років, а потім знову повернулася до Парижа в супроводі Отто на два місяці в 1903 році. Більшу частину часу вона малювала в Луврі за античними та єгипетськими моделями. Разом з Отто вона відвідала Огюста Родена, а також знайшла час, щоб вивчити нещодавно популярний японський стиль і відвідати художників П'єра Боннара та Едуара Вюяра. У лютому 1905 року Беккер знову повернулася в Париж. Отто ненадовго відвідав її, і вони разом подивилися картини Поля Гогена. Після цього візиту Беккер «змирилася з тим фактом, що сучасні художники, такі як Матісс, чиї роботи чарували її, не захоплювали Отто». Вона відвідувала курси малювання в Академії Жуліана, але все більше усвідомлювала, що вже виробила власний стиль малювання. Після повернення до Ворпсведе її інтерес зосередився на натюрморті. Якщо до 1905 року в її творчості можна простежити лише десять натюрмортів, то з 1905 по 1907 рік їх майже 50. Наступні два роки вони з Модерзоном жили в основному порізно, причому 1906 рік став продуктивним у художньому плані, проведеним в основному у Парижі. Під час свого перебування в Парижі в 1905 і 1906 роках вона жила у своїй майстерні на авеню дю Мен, де створила, серед іншого, портрети Клари (Рільке-) Вестгофф і чоловіка Клари Райнера Марії Рільке.

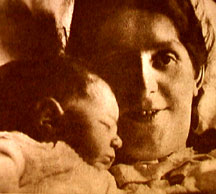
Паула з Матільдою (листопад 1907 року, за кілька днів до смерті Паули)

#### 1906: «Я стаю кимось»
У листі до Рільке, написаному з Ворпсведе 17 лютого 1906 року, Беккер писала: «А тепер я навіть не знаю, як мені підписувати своє ім'я, я більше не Модерзон, і я більше не Паула Беккер». Менш ніж через місяць вона написала з Парижа своєму чоловікові: «спробуй звикнути до думки, що наші життя можуть розійтися». У 1906 році Модерзон-Беккер покинула Ворпсведе, як і її чоловік Отто, щоб продовжити мистецьку кар'єру в Парижі. У щоденниковому записі від 24 лютого 1906 року сангвінік Модерзон-Беккер написала: «Тепер я пішов від Отто Модерзона і стою між своєю старою життям і моєї нової. Цікаво, якою буде нова. І цікаво, що стане зі мною в моєму новому житті? Тепер все, що повинно бути». Незважаючи на загальне несхвалення її сестри і матері рішенням Паули виїхати від Отто в Париж, її переїзд туди виявився цілком благополучним.
Саме в цей період вона виконала свою найбільш інтенсивну, а пізніше і найбільш високо оцінену роботу. На основі цього обсягу робіт вона створила серію картин, від яких відчувала величезне хвилювання і задоволення. В цей період творчості вона створила свої перші автопортрети в оголеному вигляді (включаючи Автопортрет на 6-ту річницю весілля), роботи, які були безпрецедентними для художниць, а також портрети друзів. Під час своєї останньої поїздки до Парижа в травні 1906 року вона написала лист своїй старшій сестрі, Міллі Роланд-Беккер, у якому заявила: «Я стаю кимось — я живу найщасливішим періодом свого життя».

### Останній рік і смерть
У 1907 році Беккер повернулася до свого чоловіка у Ворпсведе, незважаючи на періодичне листування, свідчило про її прагненні до незалежності. Вона докладно писала про свою любов до чоловіка, але також і про необхідність відкласти материнство у своєму прагненні до свободи творчості. Вона продовжувала висловлювати двоїсте ставлення до материнства, оскільки була стурбована своєю здатністю малювати під час виховання дитини; її щоденникові записи вказують на те, що вона планувала зробити кар'єру художниці до тридцяти років, а потім завести дітей. Коли 2 листопада 1907 року народилася дочка Матильда (Тіллі) Модерзон, Паула і Отто були щасливі. Історик Катя Гауштайн стверджує, що роботи Беккер, які зображують материнство, були натхненні сучасними ідеями «природного материнства» проти посиленого втручання німецької держави в приватне життя жінок і материнські стосунки з їхніми дітьми.
Після пологів вона поскаржилася на біль у ногах, і їй порадили залишатися в ліжку. Коли лікар повернувся 20 листопада, він порадив їй встати. Вона пройшла кілька кроків, потім сіла, попросила, щоб їй поклали немовля на руки, поскаржилася на біль у ногах і померла, сказавши тільки: «Як шкода».
Смерть Паули, ймовірно, була спричинена тромбозом глибоких вен (ТГВ), ускладненням вагітності, яке є відносно поширеним, коли жінки лежать протягом тривалого часу після пологів, як це було прийнято в той час. Ймовірно, тромб утворився в її нозі, і через її рухливість відірвався і спричинив її смерть протягом декількох годин.
Її поховали на цвинтарі Ворпсведе.

## Автопортрети

### Дивіться також:Автопортрет

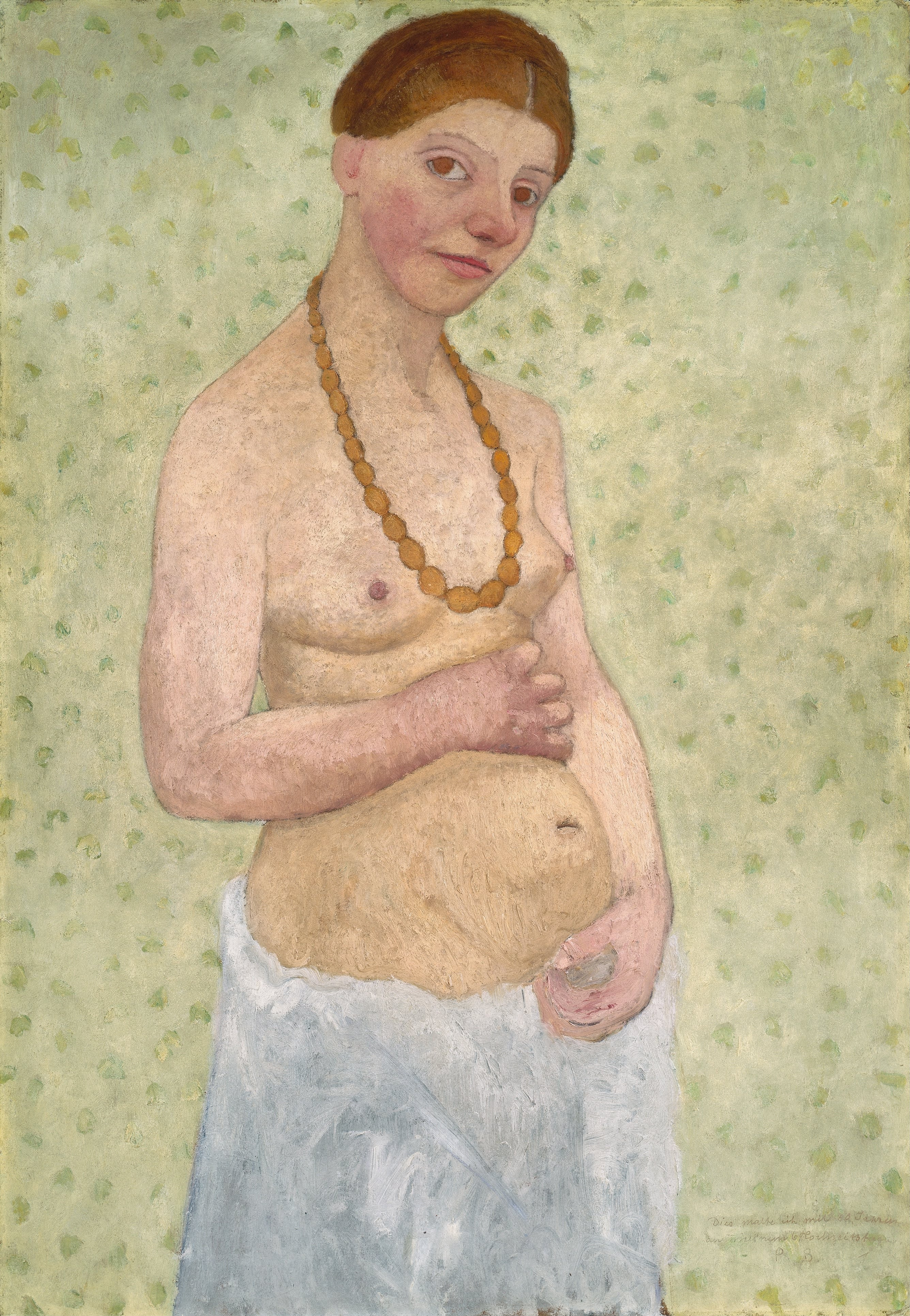
Паула Модерзон-Беккер. Автопортрет на 6-ту річницю весілля (1906)

До тих пір, поки Беккер не почала цю практику, жінки-митці широко використовували оголених жінок як сюжети для своїх робіт.
Помітними винятками є роботи Артемізії Джентілескі, написані трьома століттями раніше; однак історики мистецтва стверджують, що Джентілескі використовувала власне тіло як орієнтир для своєї роботи через необхідність і відсутність доступу до будь-яких інших моделей (наприклад, у «Сусанні та старцях» Джентілескі 1610 року), на відміну від створення навмисного, цілеспрямованого автопортрета (твердження, яке продовжує обговорюватися).
Відкинувши ці аргументи, Беккер загальновизнана як перша відома жінка-художник, написала автопортрети в голому вигляді, і перша відома жінка-художник, намалювала себе вагітною, вагітну і оголену.
Робота Беккер про жіноче оголення є нетрадиційною та виражає амбівалентність як її предмету, так і методу його репрезентації.

## Техніка малювання
Беккер була навчена методам реалізму та натуралізму разом із впізнаваною простотою форми.
Вона змогла досягти чіткої текстури своєї роботи, нашвидку написати вологу фарбу. Модерзон-Беккер використовувала ту саму техніку протягом своєї короткої кар'єри художниці. Вона працювала темперою та олією з обмеженою палітрою пігментів, таких як цинковий білий, кадмієвий жовтий, віридіан і синтетичний ультрамарин. Пізніше вона відмовилася від цих прийомів і перейшла до фовізму. Фовістські впливи проявляються в її роботах, таких як Жінка-біднячка зі скляною пляшкою.

### Впливи

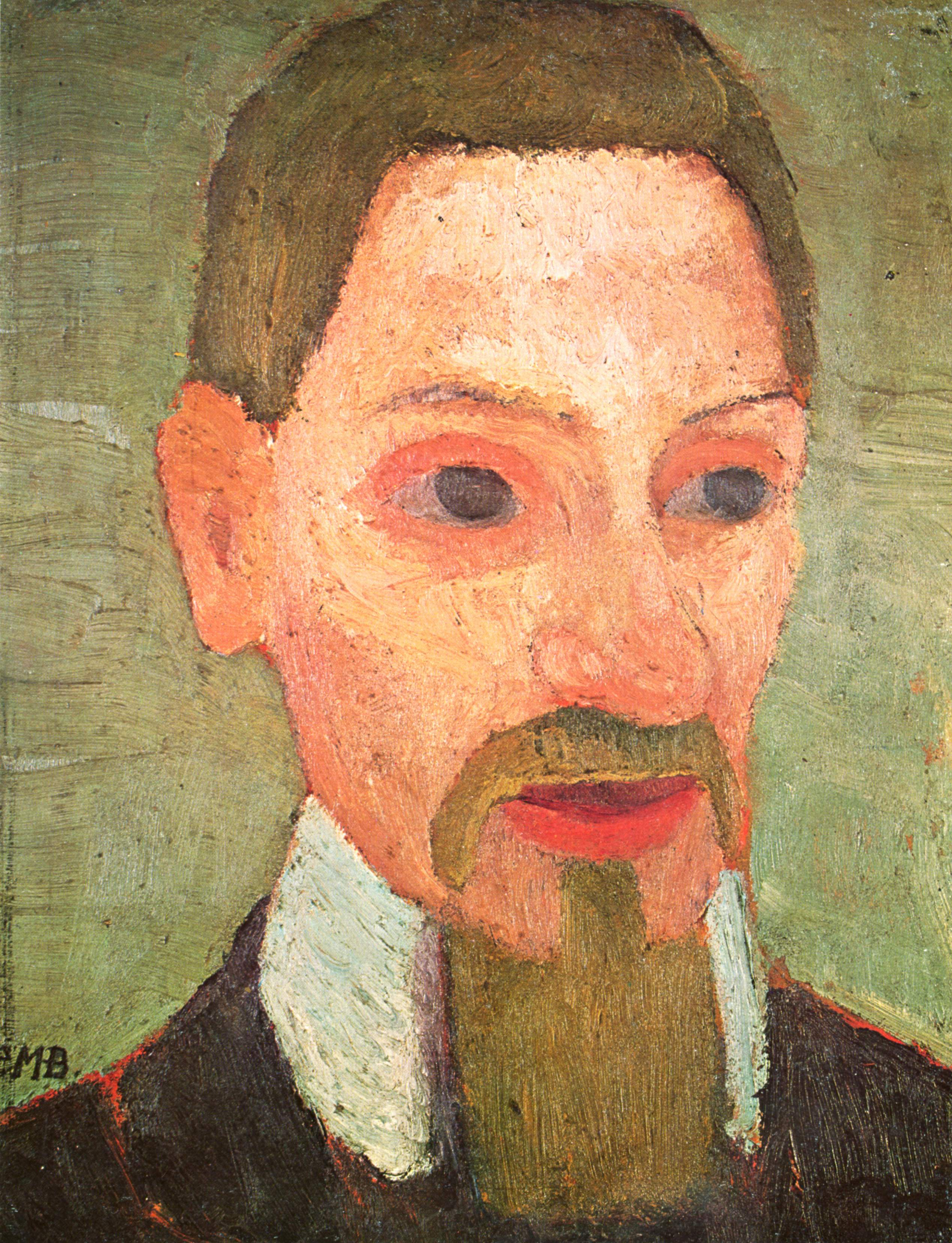
Паула Модерзон-Беккер, Райнер Марія Рільке (1906)

Є дані, які свідчать про те, що на ряд автопортретів Паули Модерзон-Беккер вплинув художник-прерафаеліт Данте Россетті, зокрема «Автопортрет із чашею та склянкою» (бл. 1904 р.; колекція Сандера), «Автопортрет оголеної особи з бурштиновим намистом» (1906 р.; приватна колекція) та «Автопортрет на 6-у річницю весілля». (1906; Museen Böttcherstrasse, Paula Modersohn-Becker Museum, Бремен). Вона часто відвідувала сучасні виставки, і була особливо заінтригована творчістю Поля Сезанна. Інші постімпресіоністи були особливо впливовими, включаючи Вінсента Ван Гога та Поля Гогена.

### Вплив
Можливо, Беккер вплинула на деякі картини Пікассо, як стверджує Даян Радицкі у своїй монографії про художника 2013 року.

## Спадщина
До 1899 року Клара Вестгофф виготовила бюст Модерзон-Беккер, заявивши, що це символ їхньої дружби та спільної пристрасті до мистецтва.[джерело?] У 1908 році, в першу річницю її смерті, Райнер Марія Рільке написав знаменитий вірш «Реквієм для друга» в пам'ять про Модерзон-Беккер.
Беккер не була широко відома після своєї передчасної кончини і за життя продала всього кілька картин. Тільки завдяки виставкам, організованим в перші роки після її смерті, деякі колекціонери дізналися про неї і почали купувати її картини.

### Листування та журнали
У десяту річницю її смерті, у 1917 році, Товариство Кестнера в Ганновері організувало велику виставку робіт Беккер і опублікував добірку її листів і щоденників, у яких розповідалося про її життя, почуття і дружбу, а також про думки, що сформували її мистецтво. Беккер вела жваве листування з друзями із свого артистичного кола, а також вела щоденник. Дві третини листування припали на період із 16 років до перших років її заміжжя, і вона сповнена юнацького оптимізму і енергії. Як і у випадку з Журналом Марії Башкирцевої, виданим поколінням раніше (і суттєво вплинувшим на саму Беккер), ця збірка виявилася надзвичайно популярною та кілька разів видавалась за кордоном після світової війни. Значною мірою завдяки її творам її репутація була вперше збережена.

### Перша жінка, яка має музей, присвячений виключно її мистецтву

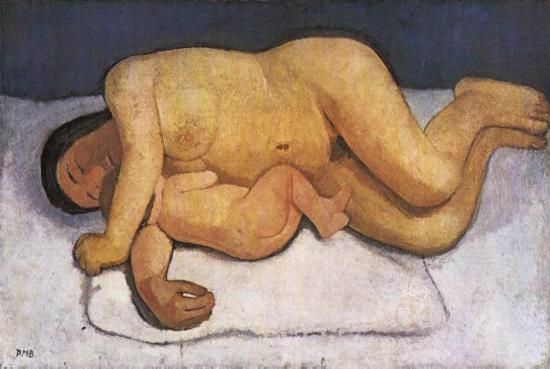
Паула Модерзон-Беккер, Лежача мати з дитиною (1906)

У 1927 році бізнесмен Людвіг Розеліус відкрив у Бремені музей Паули Модерзон-Беккер. Він був розроблений Бернгардом Гетґером, який знав Беккер із Ворпсведе.

#### «Дегенеративне мистецтво»
Місцеві нацисти засудили мистецтво й архітектуру музею в 1935 році, але Розеліус ігнорував це, поки Гітлер не засудив всю його Бетчерштрасе у вересні 1936 року. Після того, як секретар Розеліуса Барбара Ґетте виступила на його користь із Гітлером, будинкам на вулиці дозволили залишитися як пам'ятці «виродженого мистецтва».
Але, незважаючи на те, що архітектурна структура її музею збереглася, роботи Беккер не вислизнули від уваги нацистів у цілості й схоронності. У 1937 році «70 її картин були вилучені з німецьких музеїв, або знищені, або виставлені як „дегенеративне мистецтво“». Нацистська критика висміювала відсутність «жіночності» в картинах Беккер: «Огидна суміш квітів, ідіотських фігур, хворих дітей, дегенератів, покидьків людства».

### Фонд Паули Модерзон-Беккер
Матильда Модерзон (1907—1998) заснувала Фонд Паули Модерзон-Беккер (Paula Modersohn-Becker-Stiftung) у 1978 році. Щоб сформувати ядро фонду, Матильда Модерзон пожертвувала більше 50 картин і 500 малюнків зі своєї особистої колекції, яка дісталася їй у спадок від матері. Мета фонду — «розширити знання про художницю шляхом дослідження та каталогізації повного зібрання її творів», а також захистити цілісність її корпусу.

### Будинок Паули Беккер

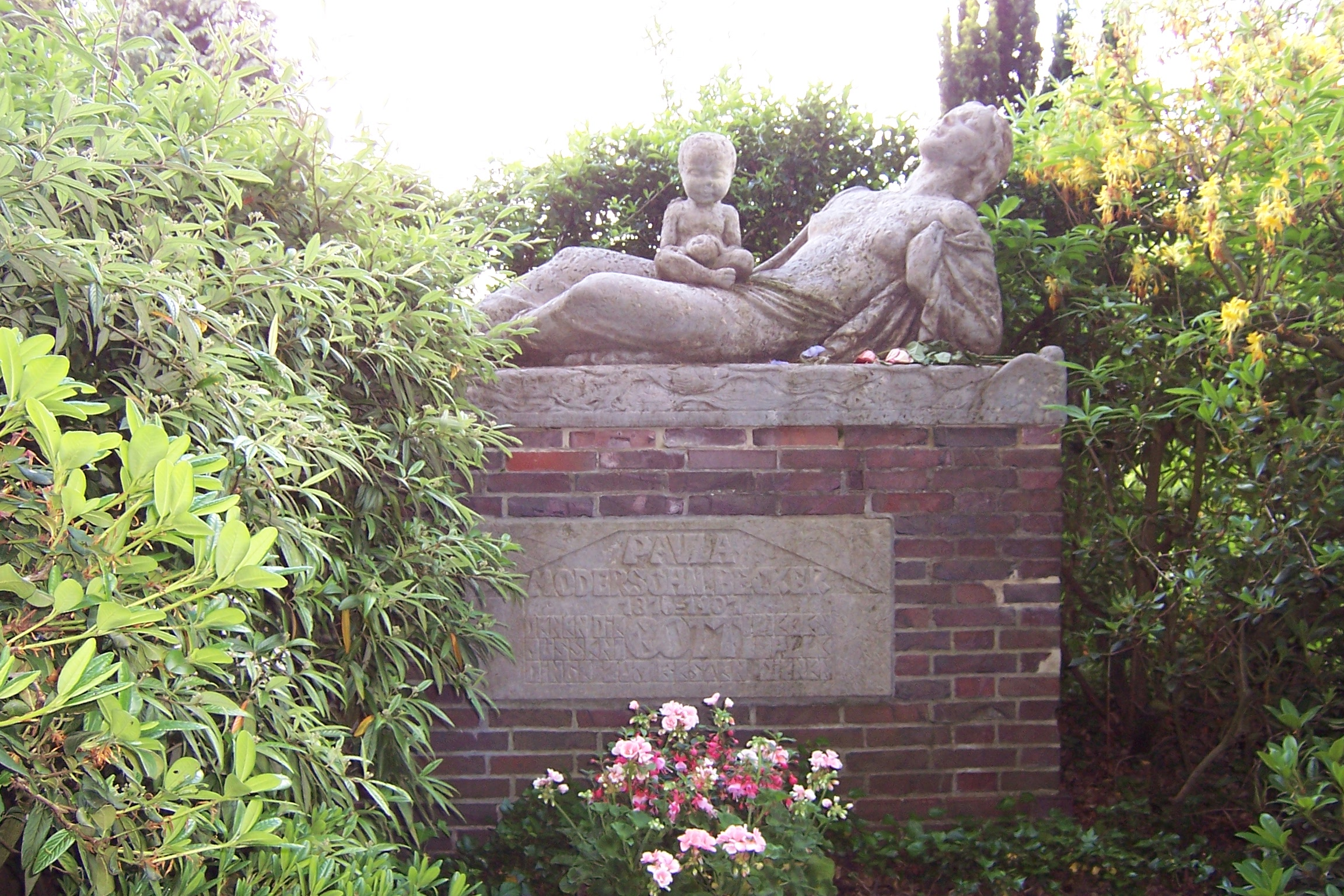
Пам'ятник на могилі Паули Модерзон-Беккер на цвинтарі Ворпсведе, скульптор Бернгард Гетґер (1907)

Будинок Модерзон-Беккер у Бремені, де вона провела більшу частину свого життя, відкрився в жовтні 2007 року як приватний художній музей і галерея. Сім'я Беккер переїхала з Дрездена в Бремен у 1888 році і жила в цьому будинку. Беккер жила в цьому будинку до 1899 року, коли їй було 23 роки і вона відкрила тут свою першу студію. У Бремені існувало активне співтовариство художників, і завдяки дружбі матері Беккера у світі мистецтва Паула стала частиною цієї спільноти.
У 2003 році Хайнц і Бетті Тіс купили занедбаний будинок і відреставрували його до 100-річчя смерті художниці. У той час (листопад 2007 р.) його перетворили на публічний музей.

## У масовій культурі
- У 1988 році німецька пошта Deutsche Bundespost випустила марку з портретом Паули Модерзон-Беккер у серії «Жінки в історії Німеччини».
- 8 лютого 2018 року в Google Doodle відсвяткували день народження Беккер.[22]
- Життя Паули Модерзон-Беккер описано в романі Сью Хаббард «Дівчина в білому» 2012 року.[23]
- Вона також була об'єктом німецького біографічного фільму «Паула» 2016 року.

## Виставки 21 століття
- Створення модернізму: Паула Модерзон-Беккер, Кете Кольвіц, Габріеле Мюнтер і Маріанна Верефкін (12 листопада 2022 — 12 лютого 2023) Королівська академія мистецтв, Лондон[24]
- Це мої сучасні жінки: обмін Моне на Модерзон-Беккер (20 лютого 2022 р. — 4 вересня 2022 р.) Arp Museum Bahnhof Rolandseck[25]
- Паула Модерзон-Беккер (8 жовтня 2021 — 6 лютого 2022) Schirn Kunsthalle, Франкфурт[26]
- Паула Модерзон-Беккер: Інтенсивно мистецьке око (8 квітня 2016 р. — 21 серпня 2016 р.) Musée d'Art Moderne, Париж[27]
- Паула Модерзон-Беккер: Мистецтво та життя (лютий 2016 — 12 березня 2016) Galerie St. Etienne, Нью-Йорк[28]
- Повстанці та мученики: образ художника в 19 столітті (відкрито 28 червня 2006 р.) Національна галерея, Лондон (перша британська виставка автопортрету на 6-й річниці весілля)[29]
- Паула Модерзон-Беккер: Ich bin ich / I Am Me (6 червня 2024 — 9 вересня 2024) Neue Galerie New York[30] та (12 жовтня 2024 — 12 січня 2025) Художній інститут Чикаго[31]

Від маловідомої художниці з чоловіком, що вічно скаржиться, зростаюча популярність робіт Модерзон-Беккер дозволила деяким з її найпопулярніших картин залишатися в постійному міжнародному обігу протягом 21 століття.

## Галерея

### Пейзажі

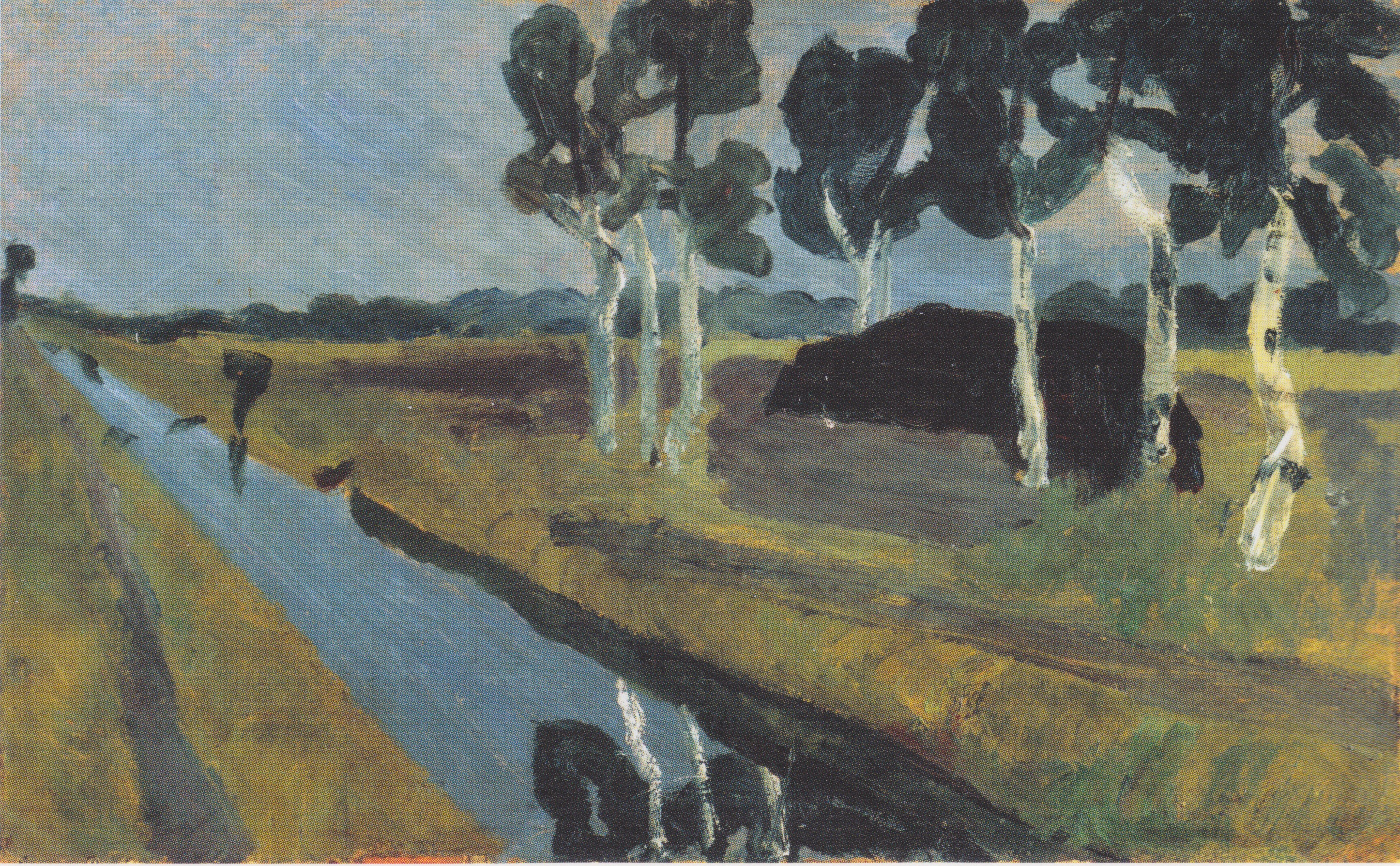
Сірий краєвид із каналом Мур (1899)
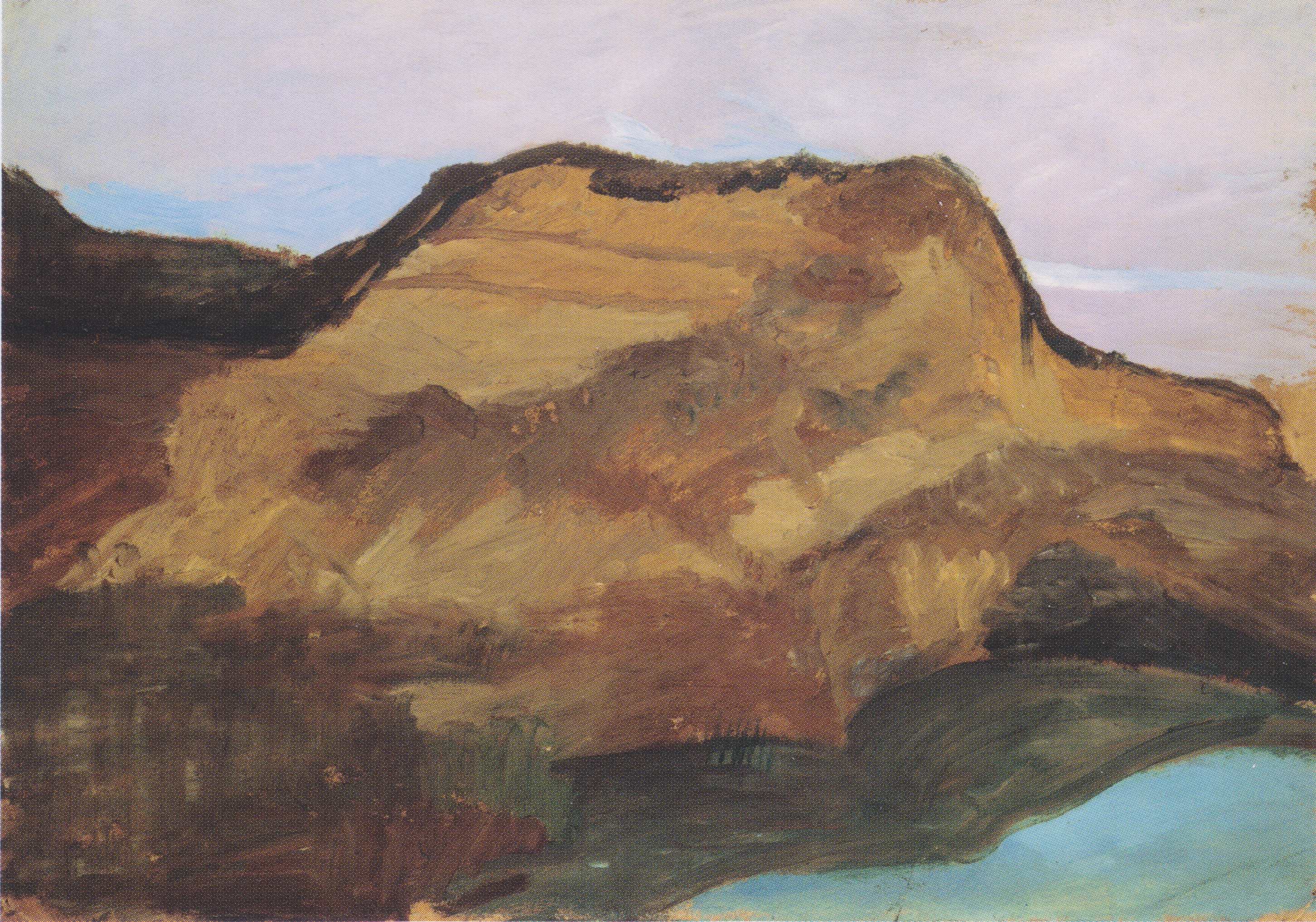
Піщаний кар'єр (1901)
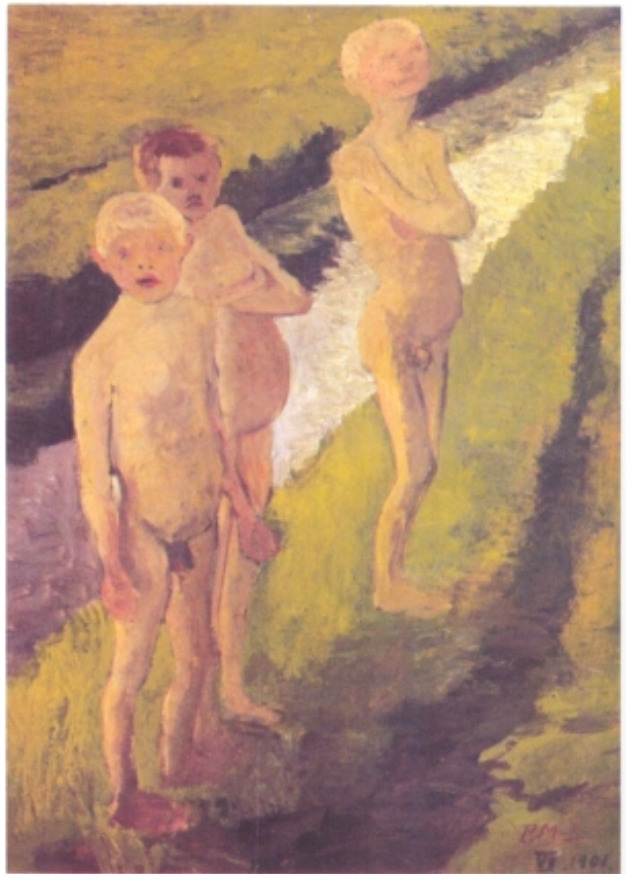
Троє хлопчиків купаються в каналі (1900)
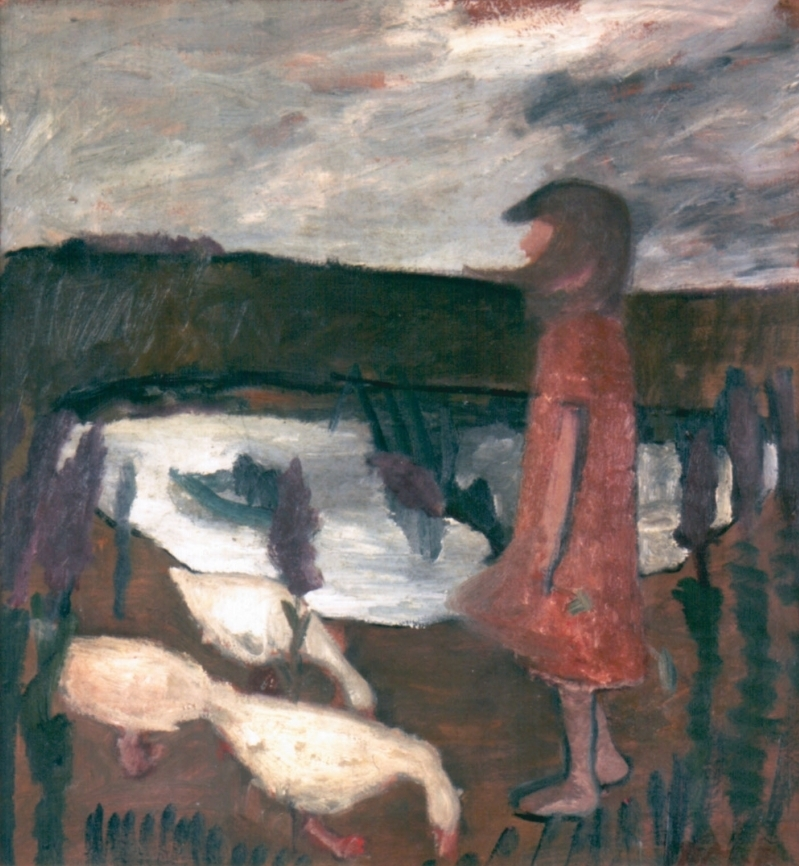
Дівчина з гусьми біля ставка (1901)
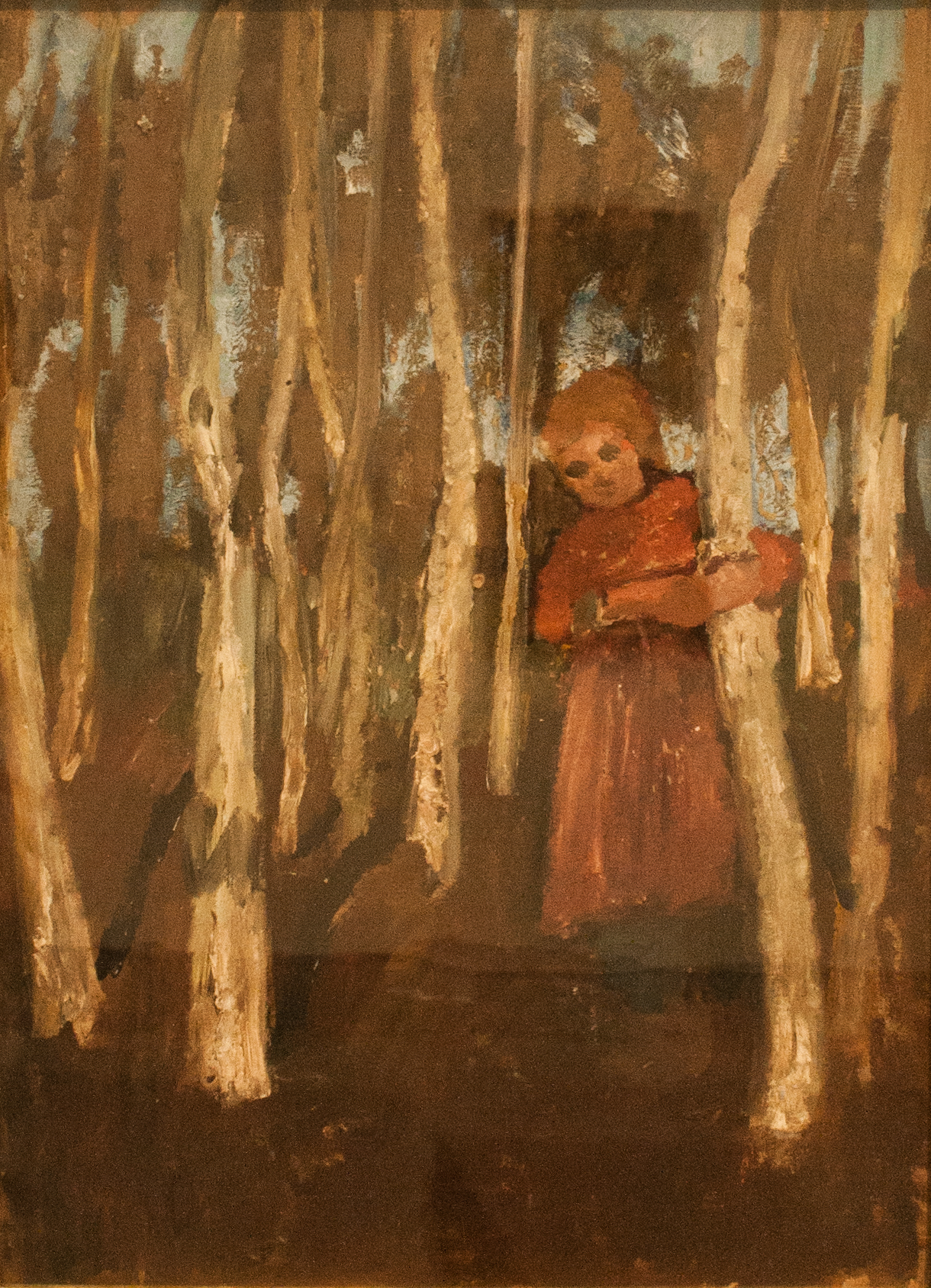
Дівчина в березовому лісі (1903) Королівський музей образотворчих мистецтв, Гент
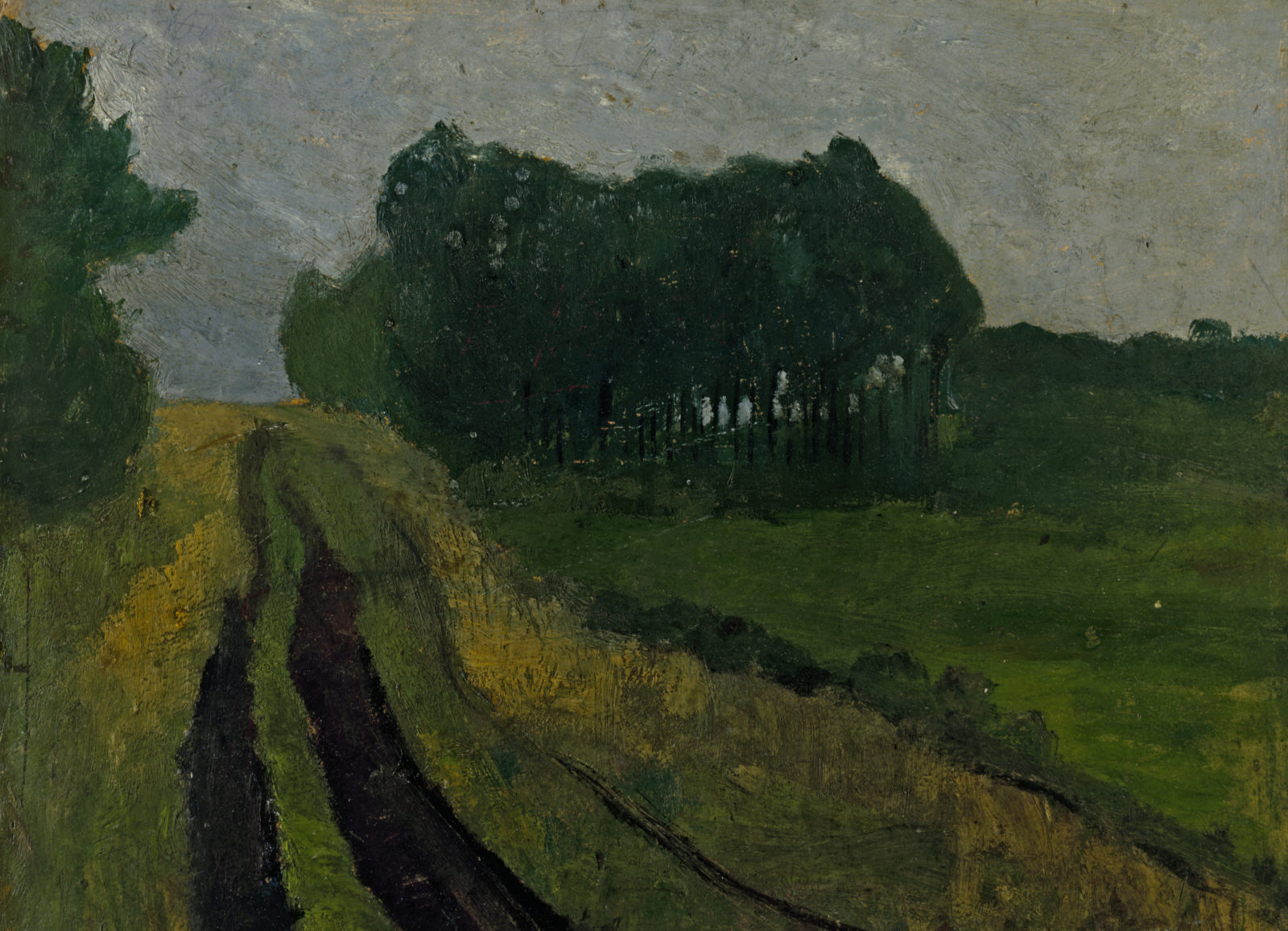
Вечірній пейзаж (1904)

### Автопортрети

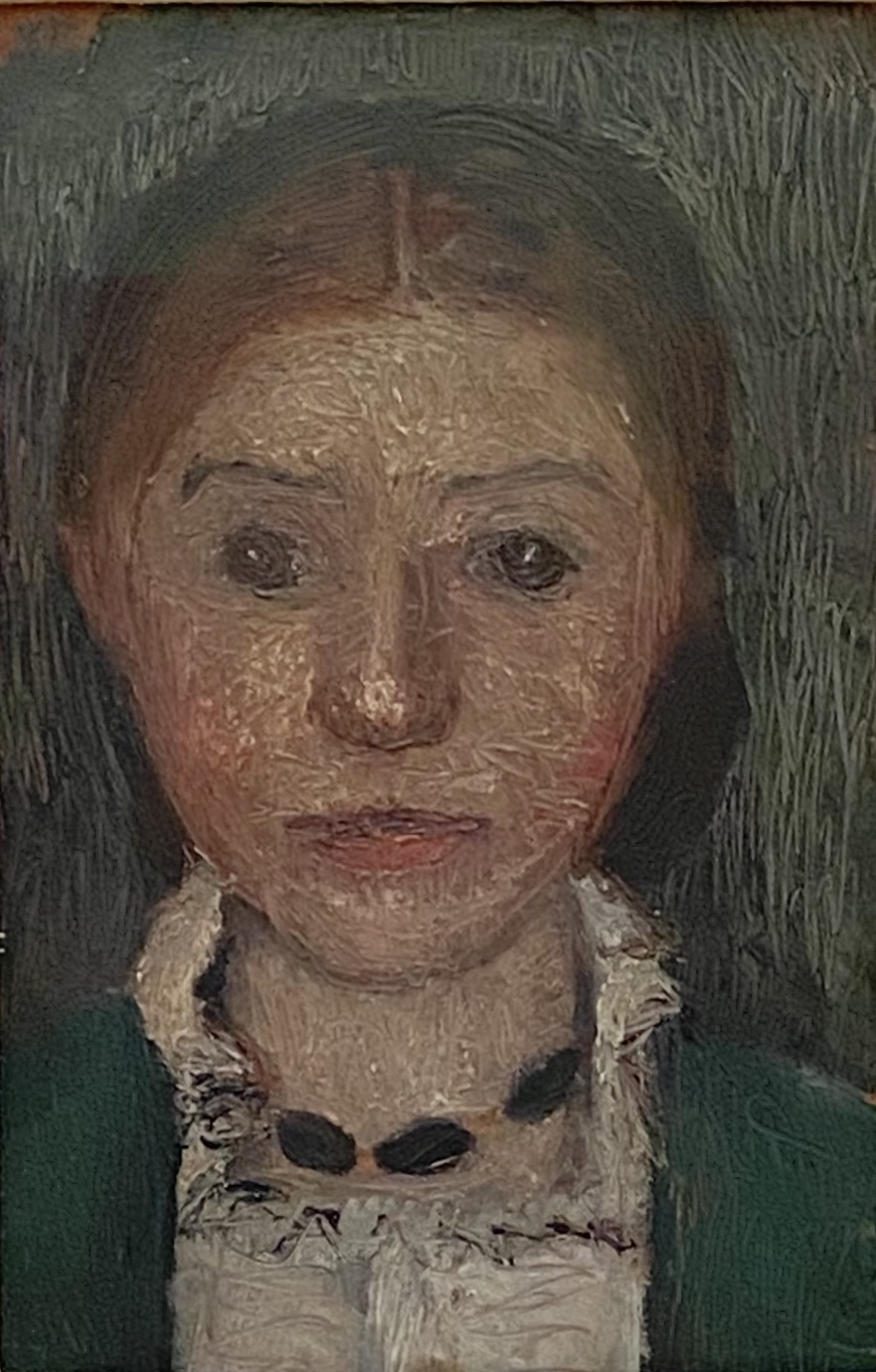
Автопортрет із ланцюжком (1903)
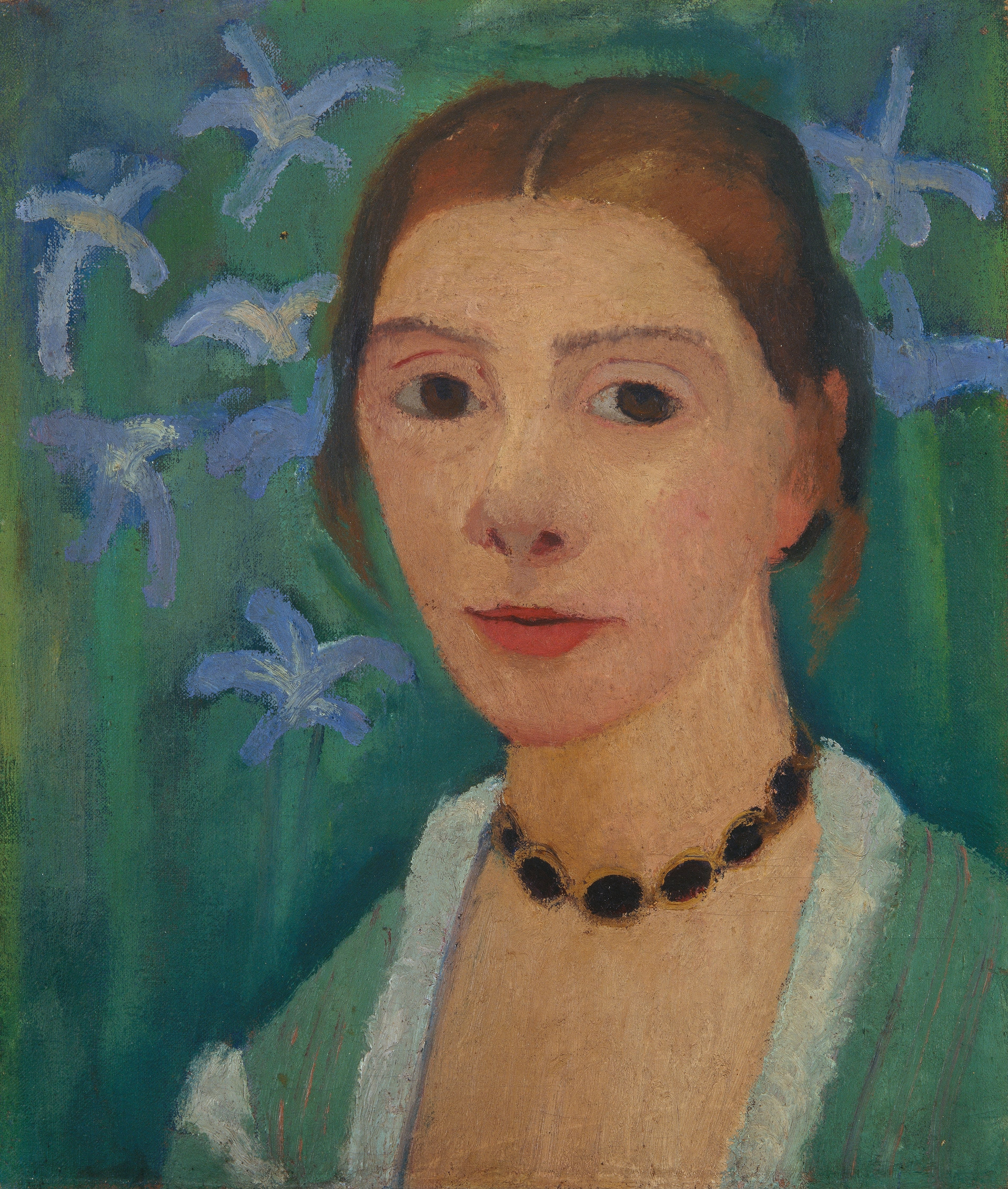
Автопортрет із зеленим фоном і синіми ірисами (бл. 1905)
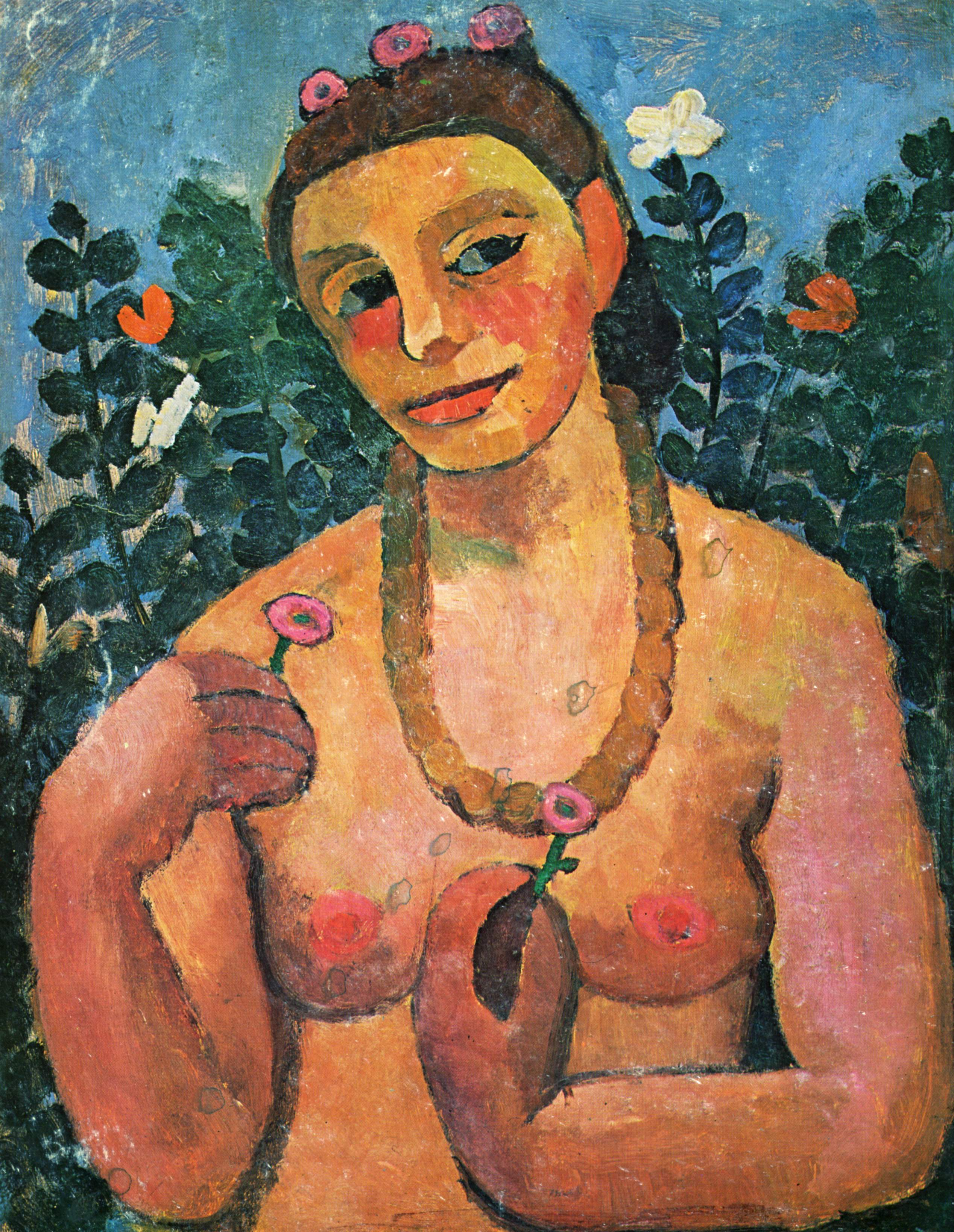
Автопортрет: Оголена з бурштиновим намистом половинної довжини II (1906)
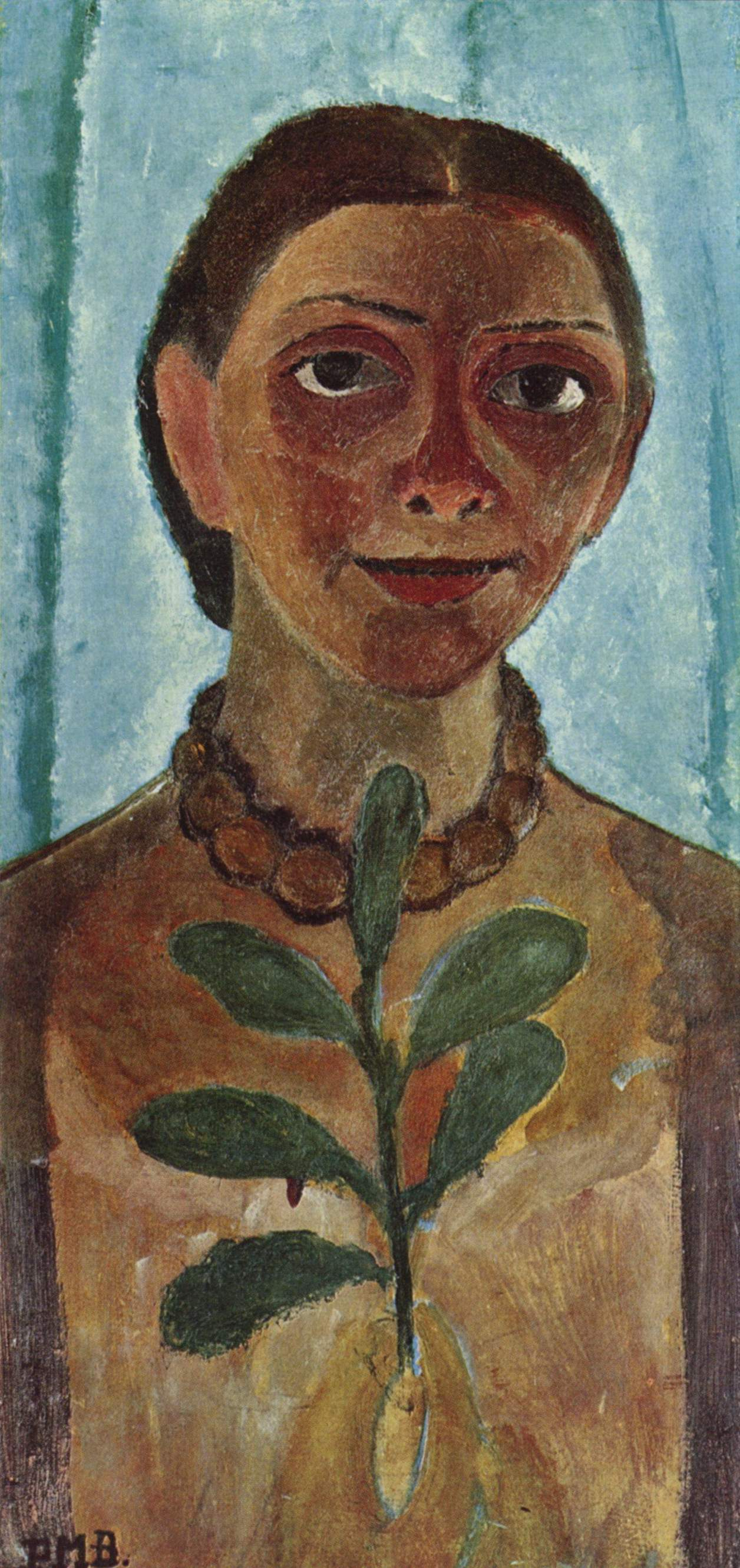
Автопортрет:Художниця з Каміллою Бранч (1907)
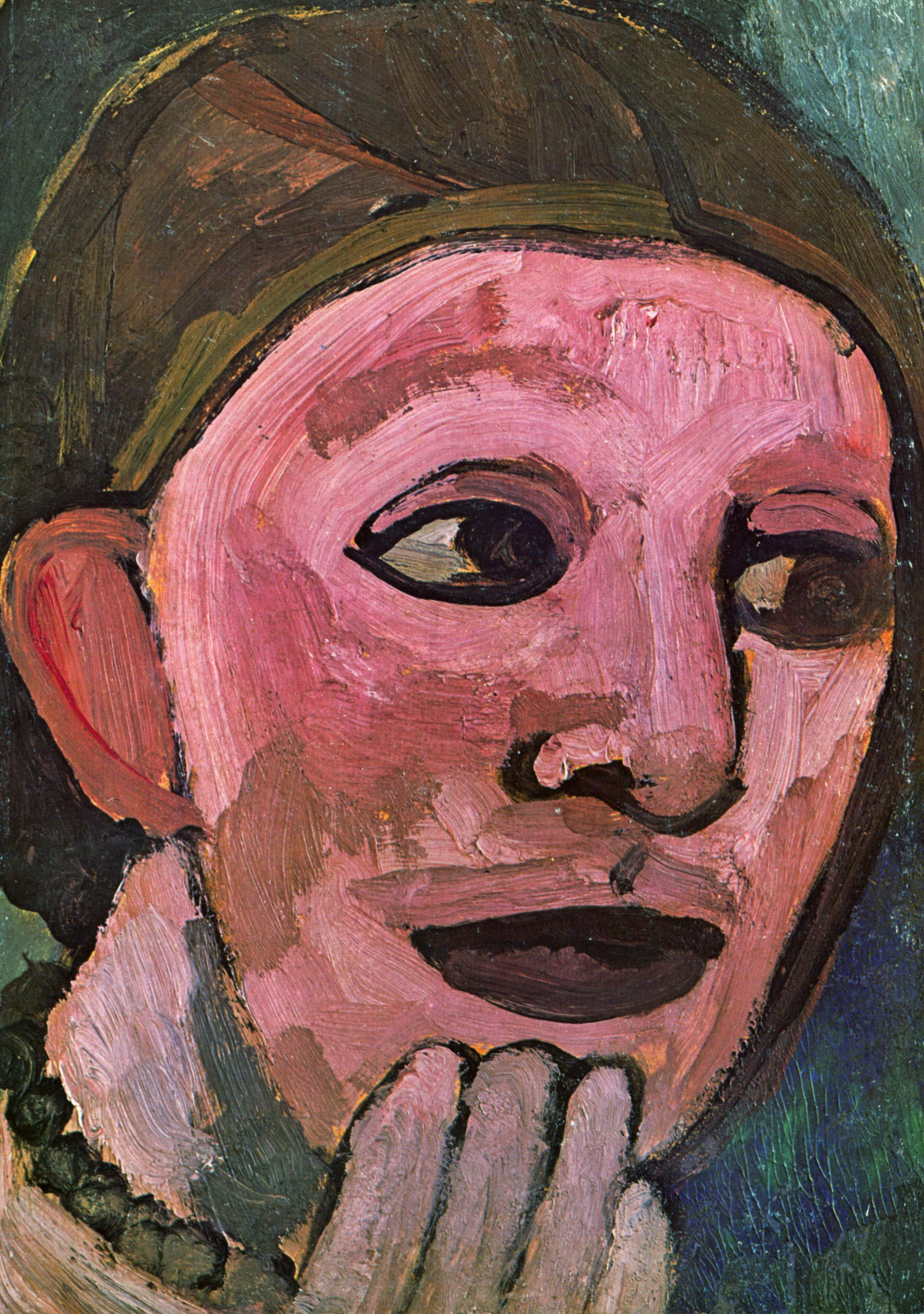
Автопортрет (1907)
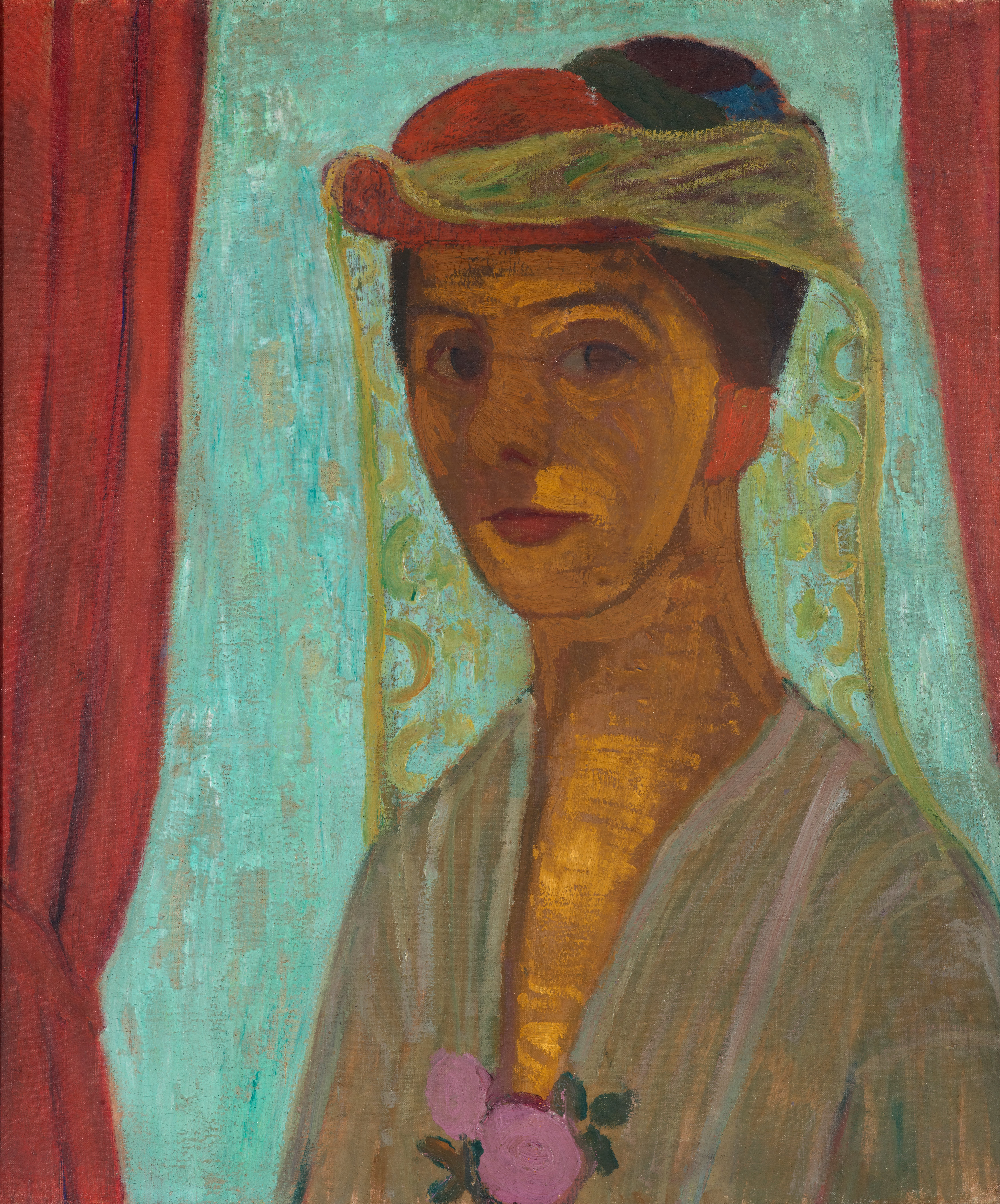
Автопортрет з капелюхом і вуаллю (1907)

### Натюрморти

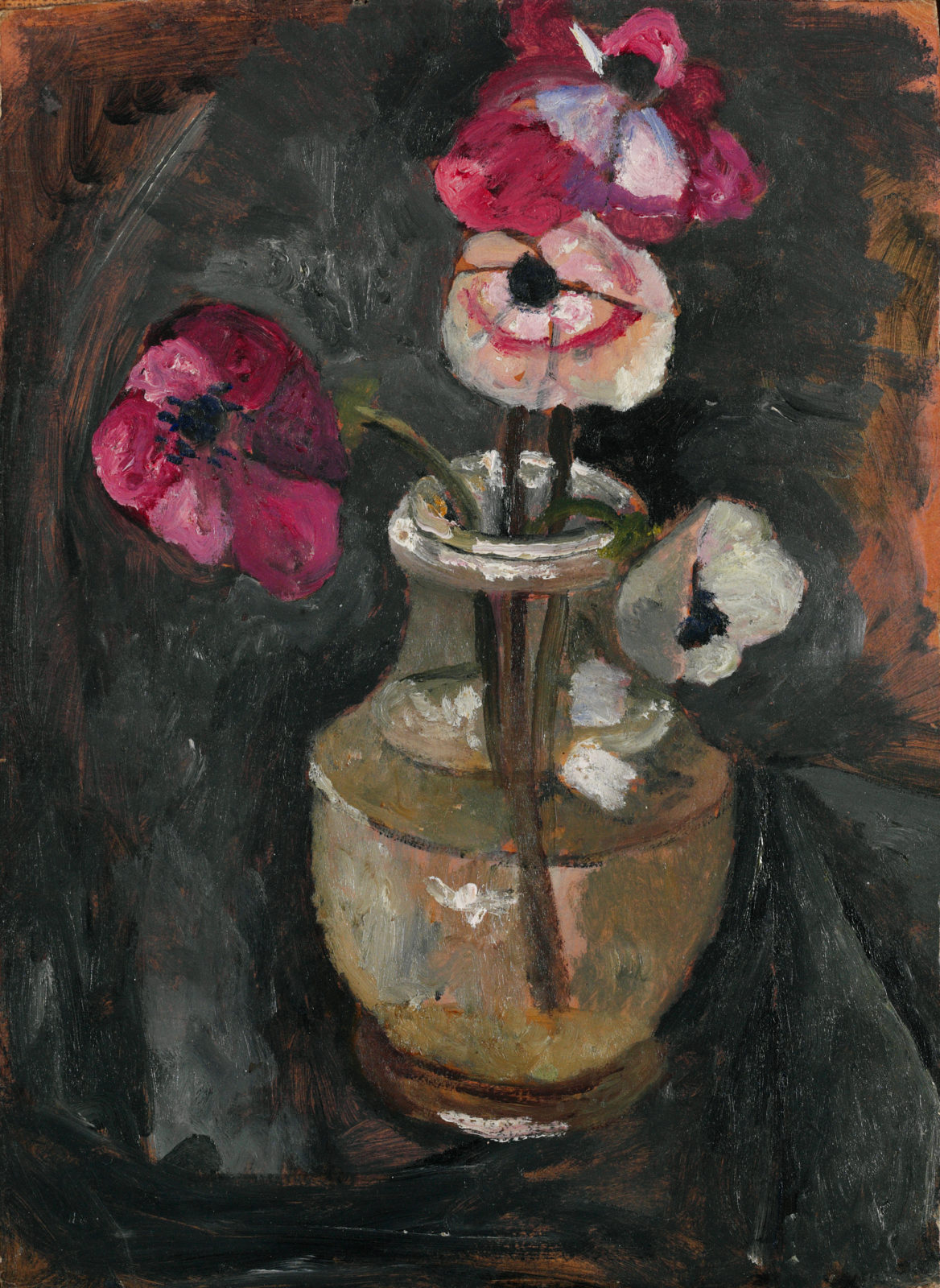
Ваза з анемонами (1904)
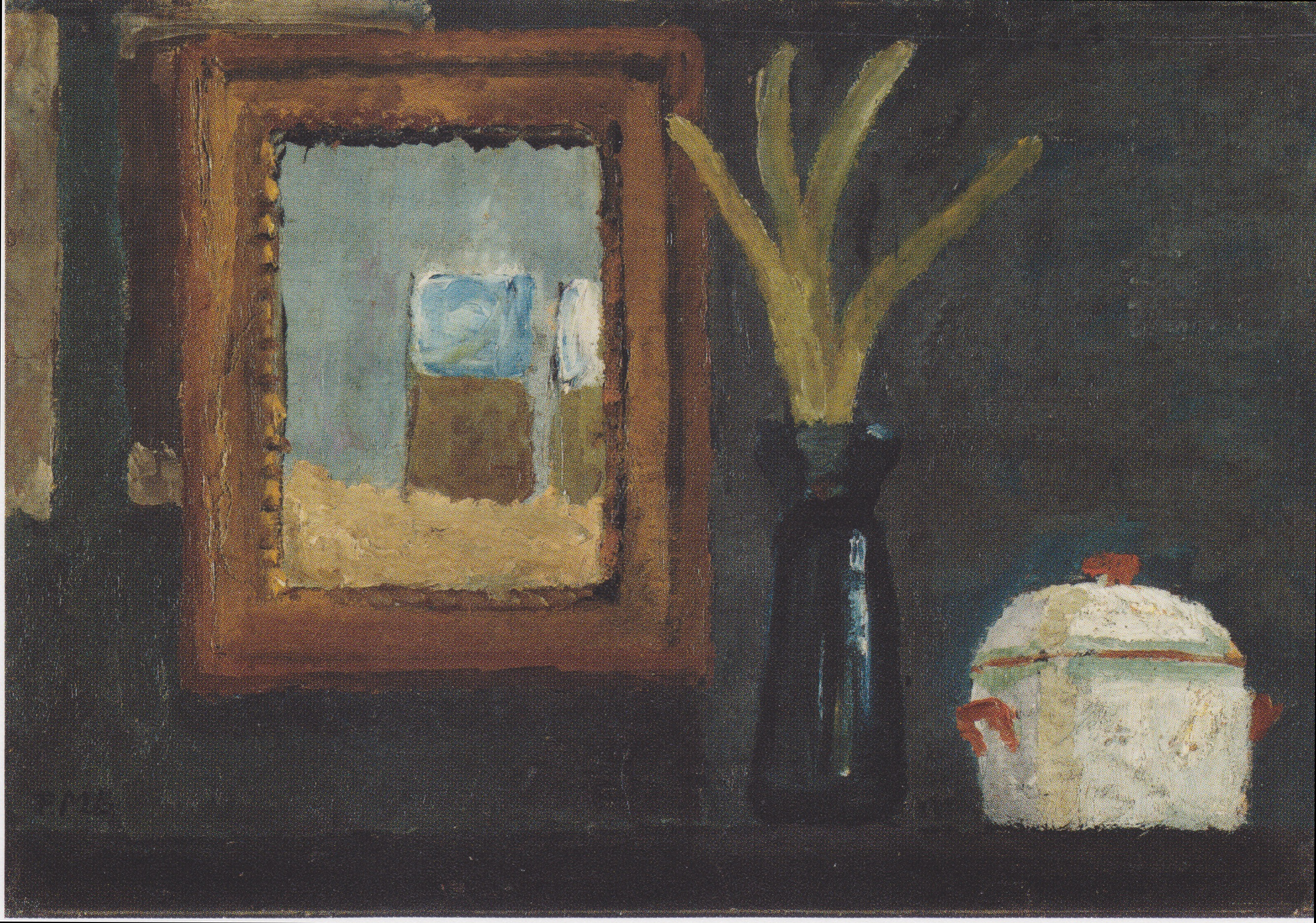
Натюрморт із цукорницею і гіацинтом у склянці (бл. 1905)
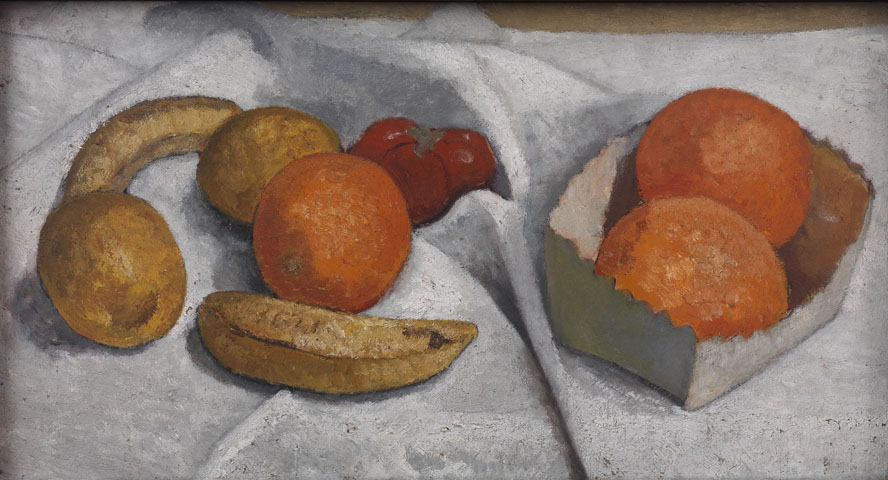
Натюрморт з апельсинами, бананами, лимоном і помідорами (1906) Державна картинна галерея в Карлсруе
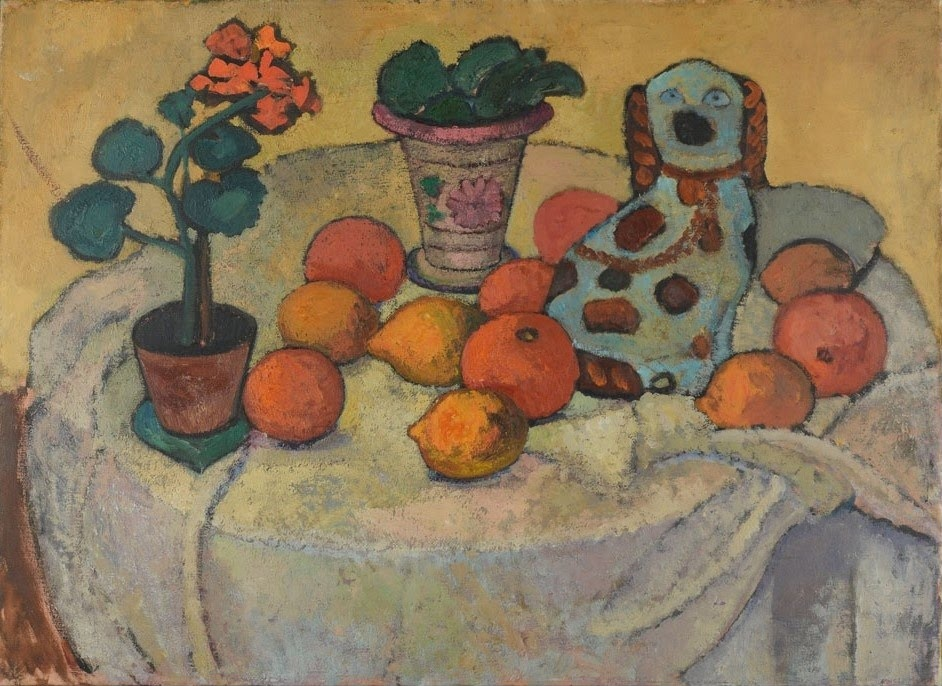
Натюрморт з апельсинами та керамічною собакою (1906–07)
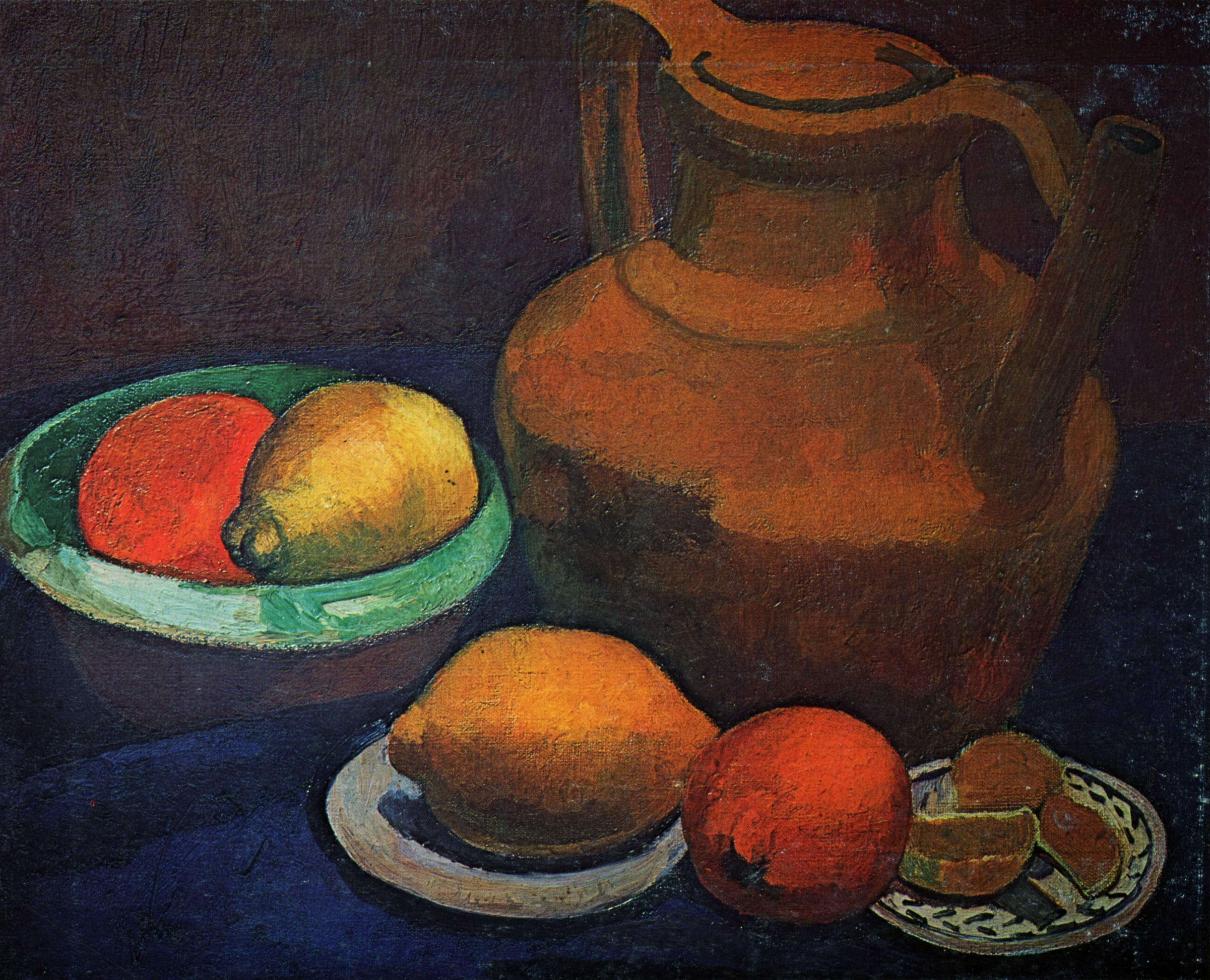
Натюрморт із глиняним глечиком (1907)
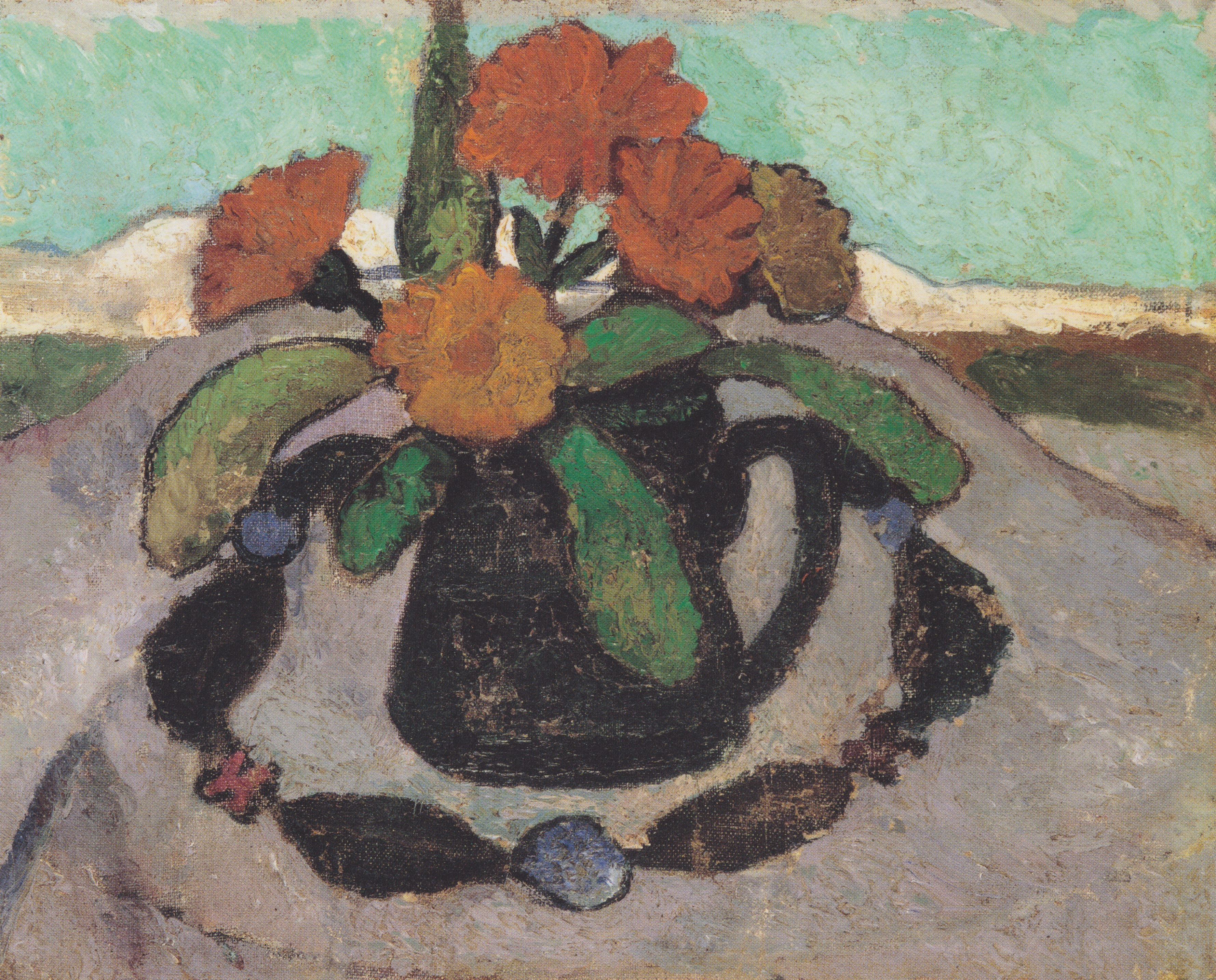
Натюрморт із чорнобривцями перед пейзажем (1907)

### Портрети

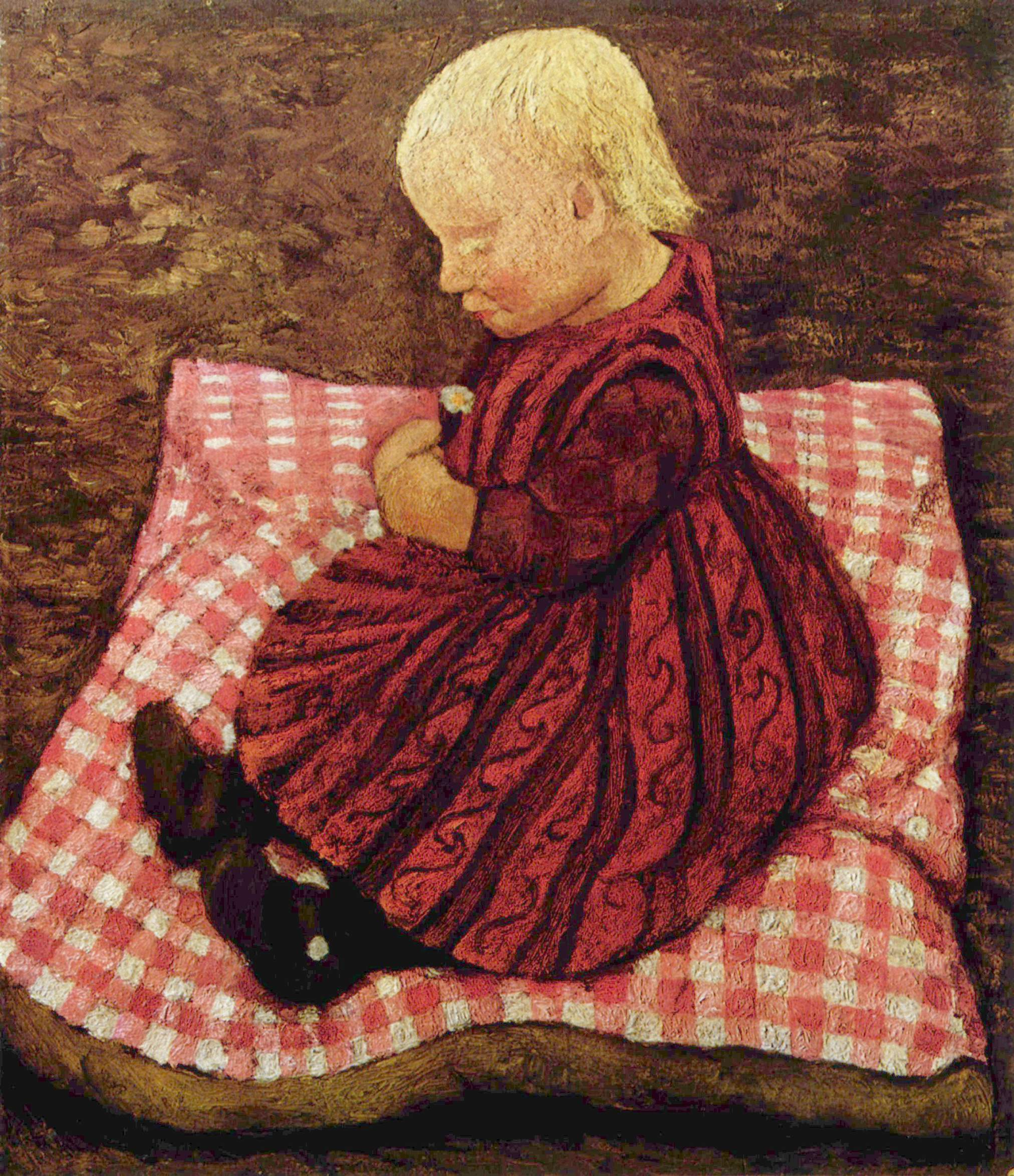
Елізабет Модерзон на червоній подушці (бл. 1904)
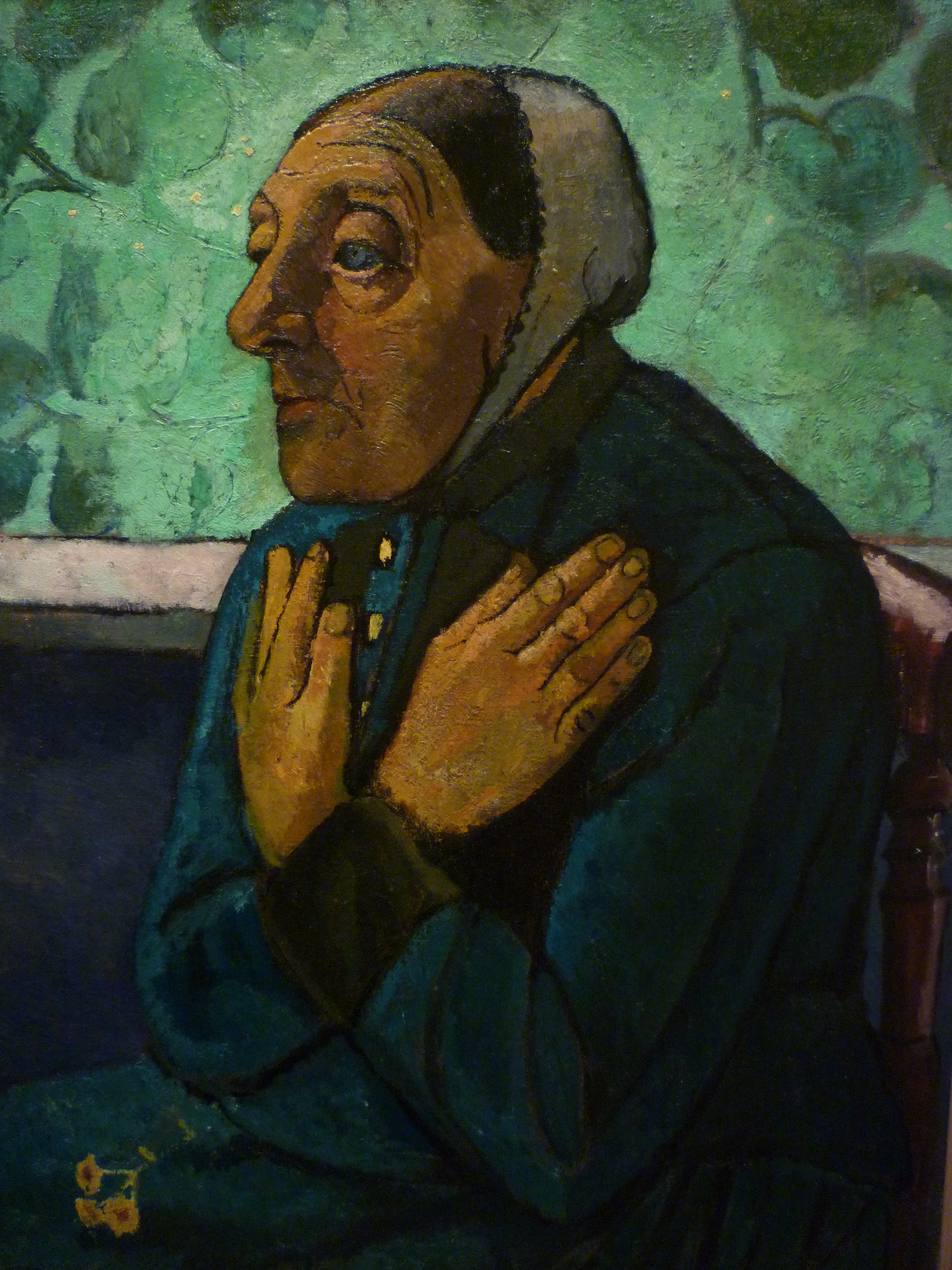
Стара селянка (бл. 1905 )
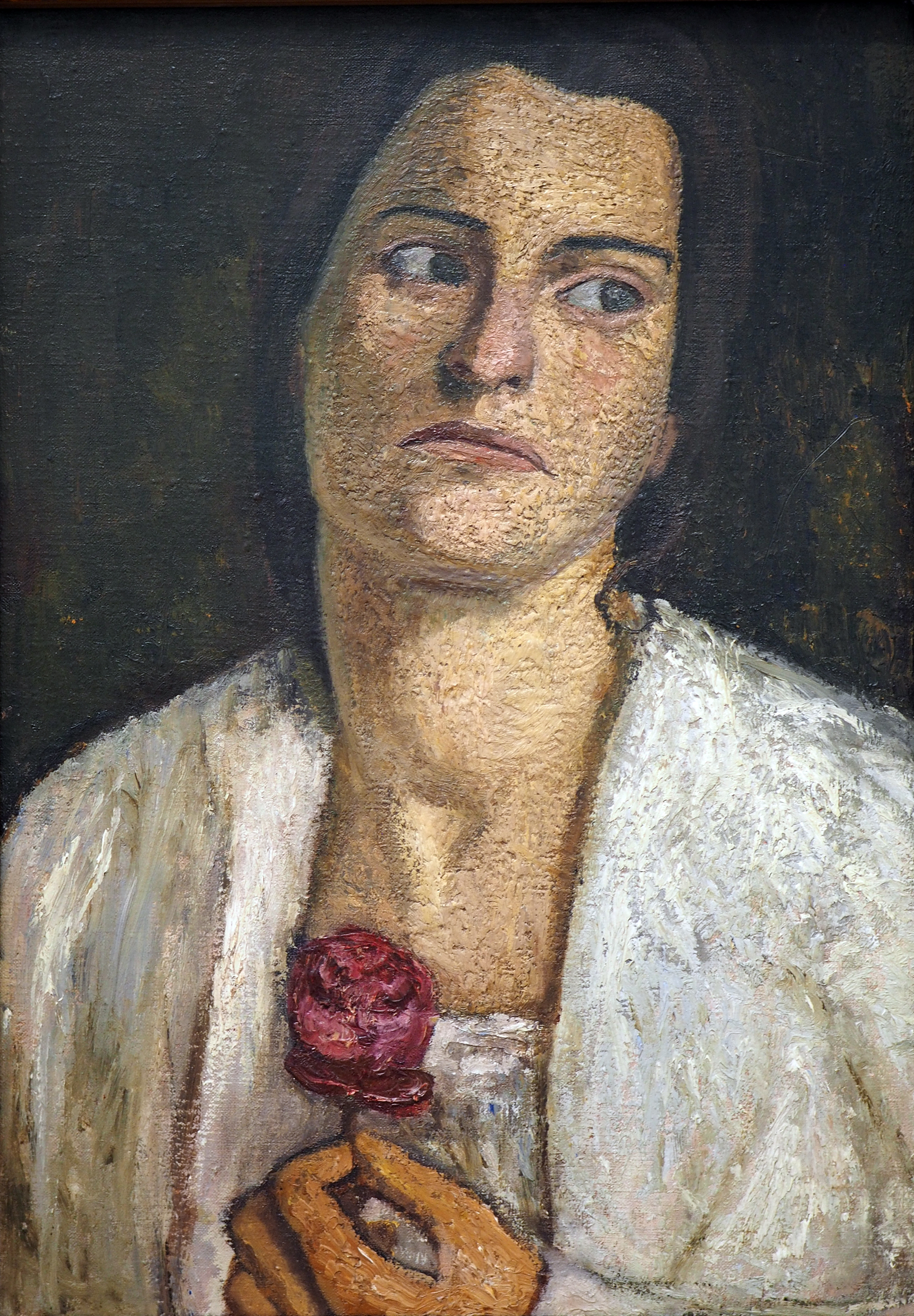
Клара Рільке-Вестгофф (1905) Hamburger Kunsthalle
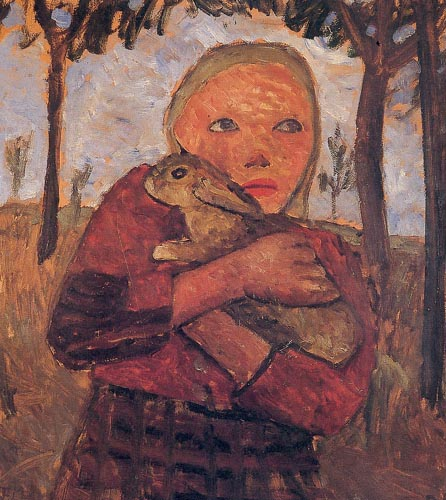
Елізабет Модерзон із кроликом (1905)
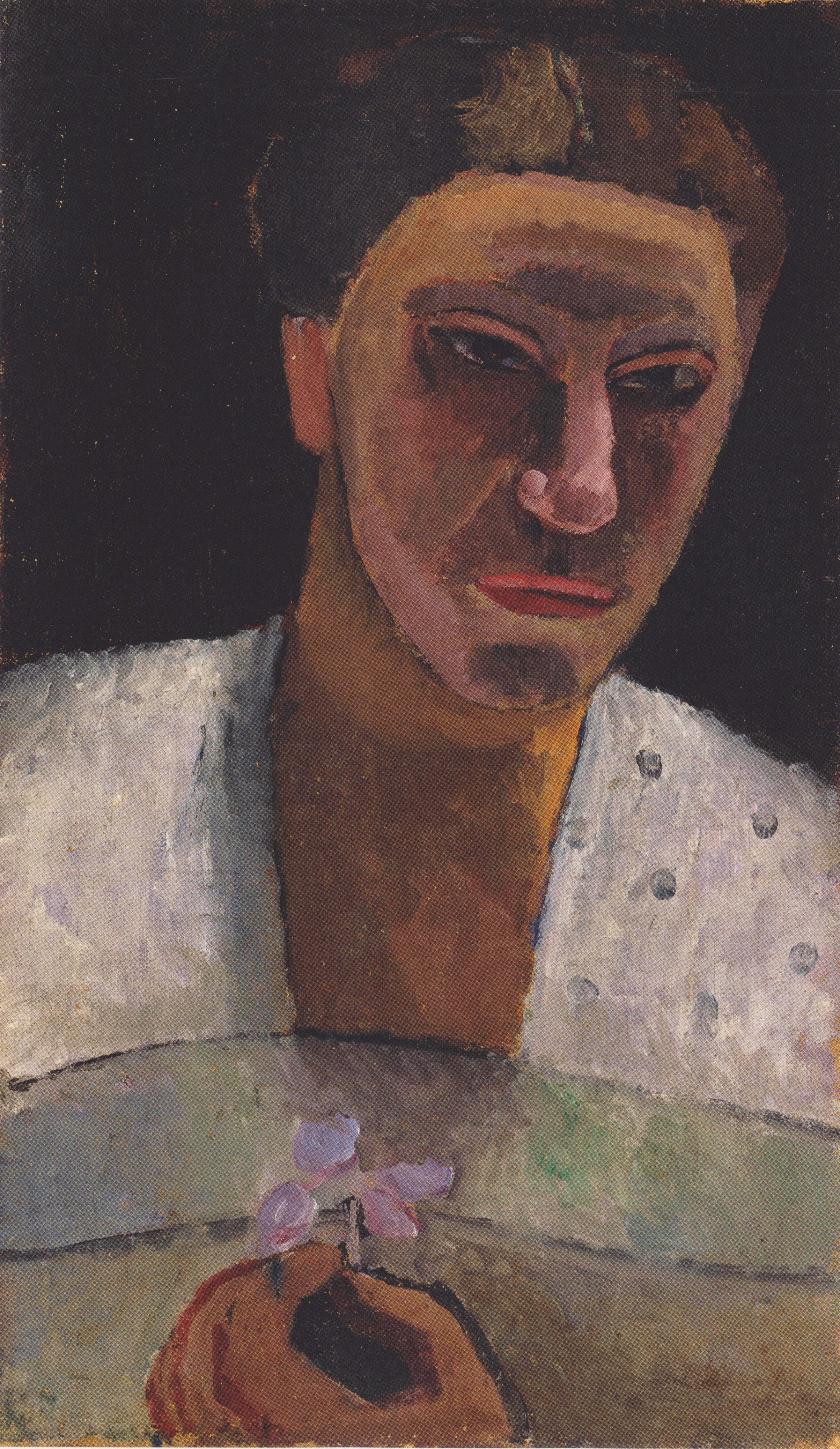
Лі Гетґер із квіткою (1906)
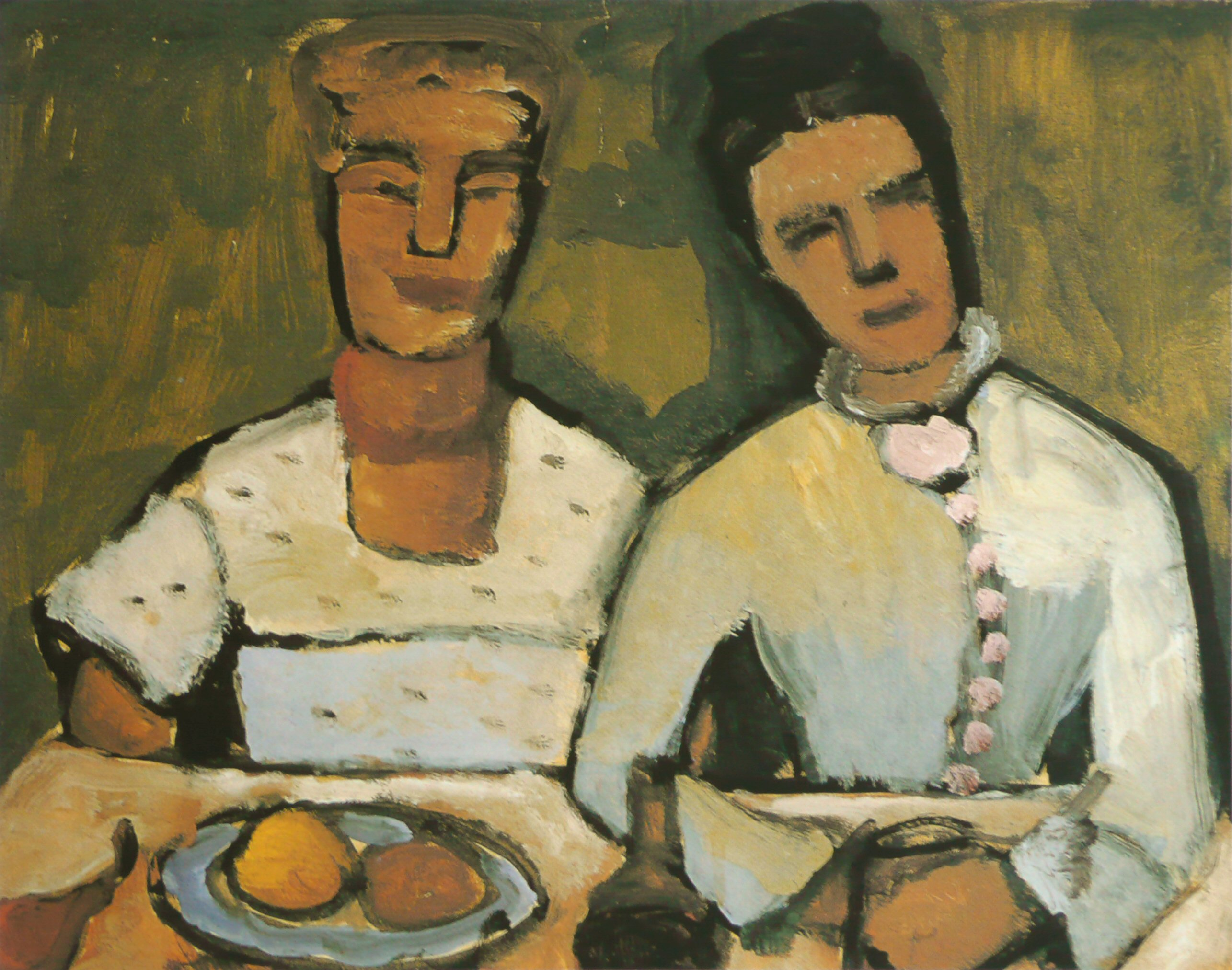
Лі Гетґер та її сестра (1906–07)